# 豊岡市
豊岡市（とよおかし）は、兵庫県の北部（但馬地域）に位置する市。但馬県民局管轄地域。豊岡都市圏を形成する県北部・但馬地域の中心都市で、兵庫県で最も面積が大きい市である。
日本で最後の野生コウノトリの生息地として知られ、保護・繁殖・共生の事業が行われている。

## 地理

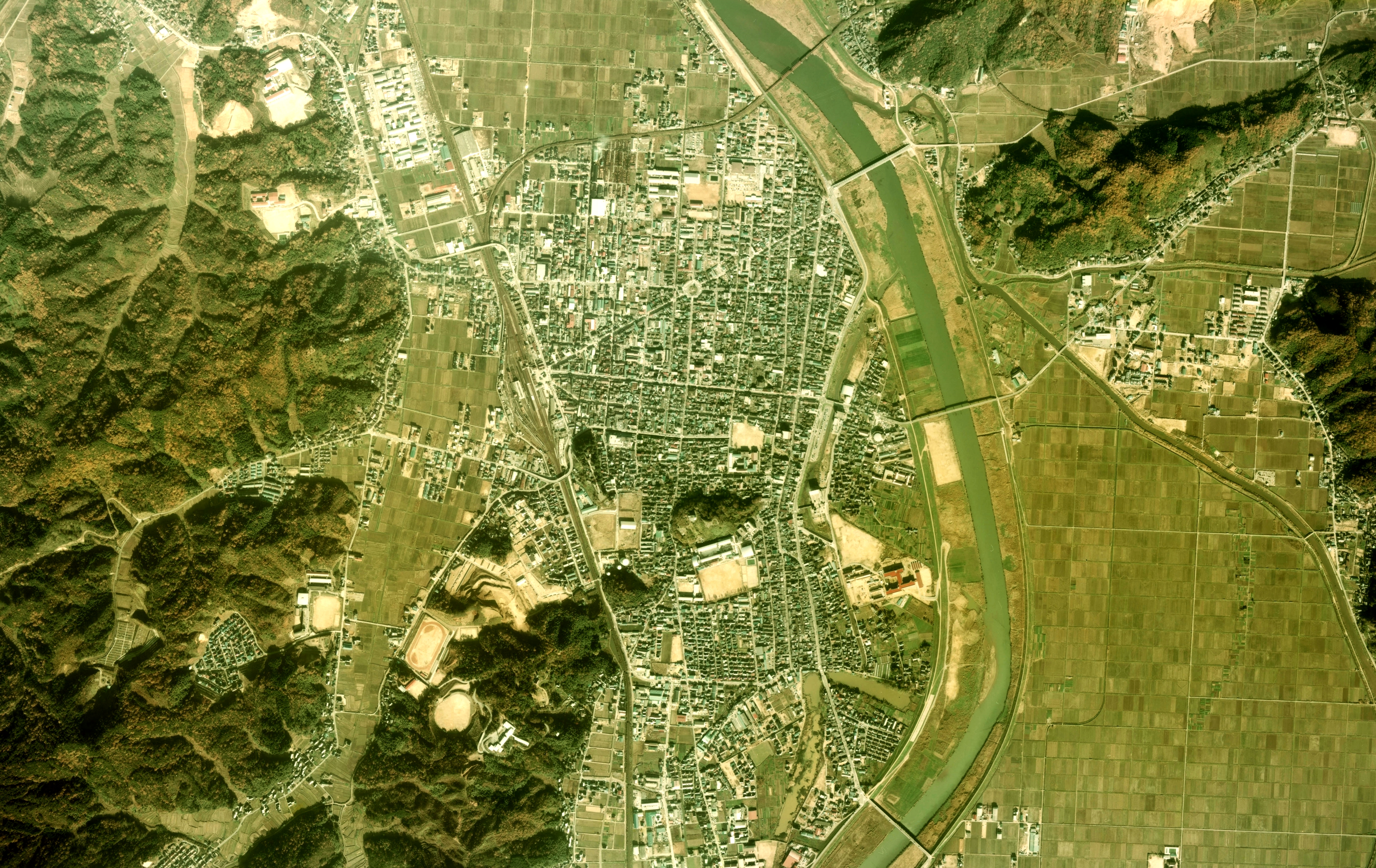
豊岡市中心部周辺の空中写真。市街地の東方を円山川が北へ流れる。1976年撮影の3枚を合成作成。。

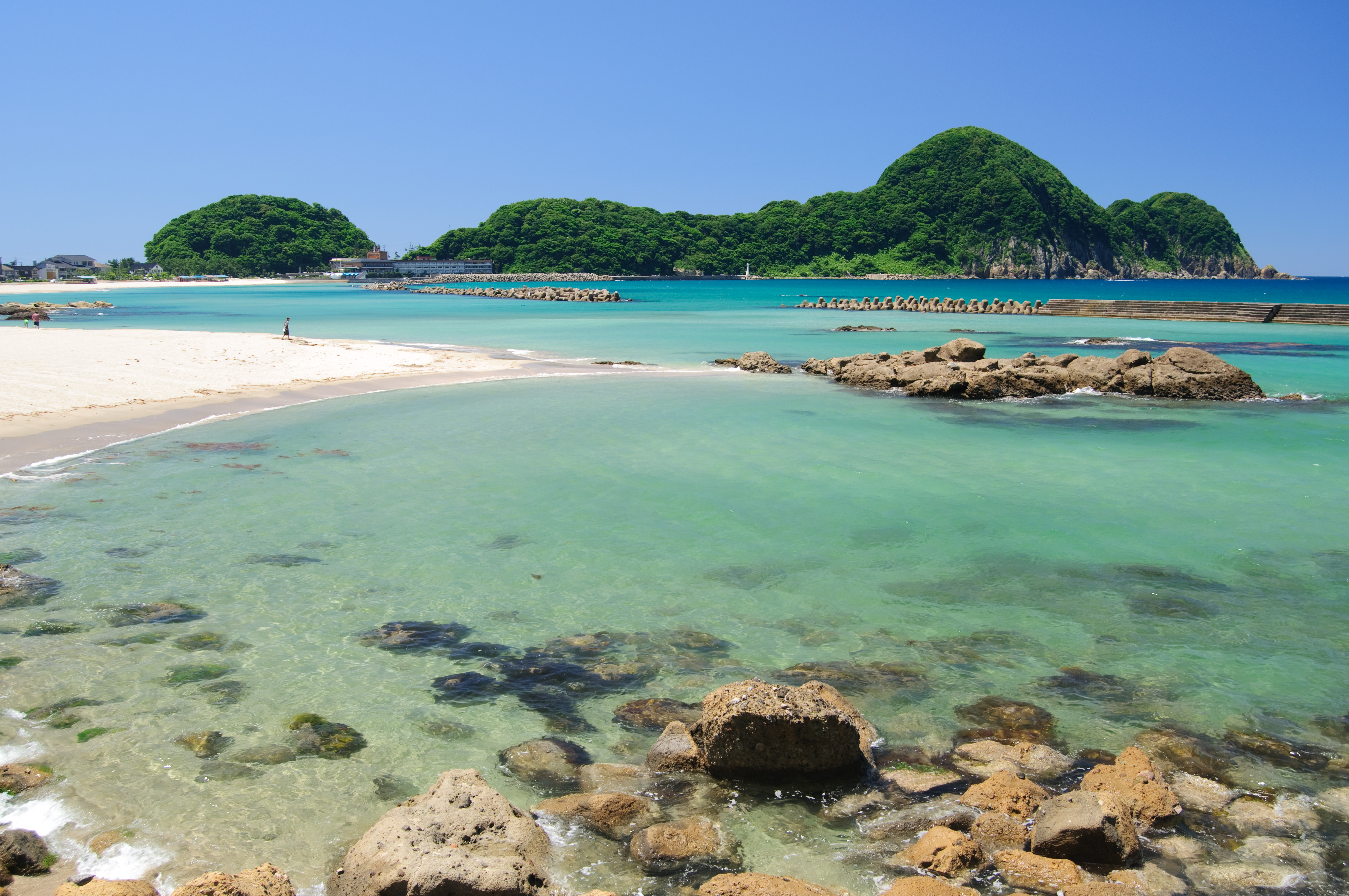
竹野浜 - 山陰海岸国立公園

兵庫県の北部にある但馬地域の中心都市である。市内中央部には但馬最大の盆地である豊岡盆地が広がる。海岸は山陰海岸国立公園に属しており、また全域が山陰海岸ジオパークに含まれる。
歴史的景観としては、「但馬の小京都」と称され、有子山の山麓の谷山川などの河川の周辺に形成された出石城下町地区や、神武山の北麓の円山川に沿って形成された豊岡城下町がある。水の郷百選（コウノトリのまち かばんのまち 川とともに生きてきたまち）にも選ばれている。
現在は部分開通している山陰近畿自動車道が全線完成すると、鳥取県鳥取市や京都府宮津市を経由して京都市とも結ばれることとなる。

### 地域
合併前の旧町域に基づき、豊岡地域、城崎地域、竹野地域、日高地域、出石地域、但東地域に分かれる。

### 気候
日本海側気候に属するが、複雑な地形の影響によって夏は暑く、冬は寒い。寒暖の年較差がとても激しく、夏の最高気温と冬の最低気温との差が45度近くになる年もある。
冬は本州西南部としては珍しい豪雪地帯である。豊岡市は内陸に位置することから年間平均降雪量は204cmであり、新潟市（139cm）、金沢市（157cm）や福井市（186cm）といった北信越の都市を上回る西日本屈指の豪雪都市でもある。過去最深積雪として1936年2月3日に186cmを記録した。2012年2月18日には積雪100cmに達し、1984年2月8日の131cm以来28年ぶりに1m台に達した。
夏は中国山地を越える南寄りの風がフェーン現象の影響を受けて連日のように猛暑が続くことが多く、最高気温が37℃以上になることも珍しくない。過去最高気温は2024年8月23日に観測した39.7℃である。過去二番目の最高気温は2023年（令和5年）8月5日39.4℃
豊岡盆地を流れる円山川が発生させる盆地霧も特徴的な気象である。盆地霧は年間で約120回ほど発生する。
| 豊岡市の気候                                                     | 豊岡市の気候  | 豊岡市の気候  | 豊岡市の気候  | 豊岡市の気候 | 豊岡市の気候  | 豊岡市の気候  | 豊岡市の気候 | 豊岡市の気候  | 豊岡市の気候  | 豊岡市の気候  | 豊岡市の気候  | 豊岡市の気候  | 豊岡市の気候   |
| 月                                                               | 1月           | 2月           | 3月           | 4月          | 5月           | 6月           | 7月          | 8月           | 9月           | 10月          | 11月          | 12月          | 年             |
| ---------------------------------------------------------------- | ------------- | ------------- | ------------- | ------------ | ------------- | ------------- | ------------ | ------------- | ------------- | ------------- | ------------- | ------------- | -------------- |
| 最高気温記録 °C （°F）                                           | 21.4 (70.5)   | 23.0 (73.4)   | 26.8 (80.2)   | 32.2 (90)    | 33.9 (93)     | 38.4 (101.1)  | 39.3 (102.7) | 39.7 (103.5)  | 38.0 (100.4)  | 32.4 (90.3)   | 27.4 (81.3)   | 23.8 (74.8)   | 39.7 (103.5)   |
| 平均最高気温 °C （°F）                                           | 7.4 (45.3)    | 8.4 (47.1)    | 13.0 (55.4)   | 19.3 (66.7)  | 24.3 (75.7)   | 27.3 (81.1)   | 31.2 (88.2)  | 32.8 (91)     | 27.8 (82)     | 22.2 (72)     | 16.5 (61.7)   | 10.5 (50.9)   | 20.1 (68.2)    |
| 日平均気温 °C （°F）                                             | 3.3 (37.9)    | 3.7 (38.7)    | 7.2 (45)      | 12.7 (54.9)  | 17.8 (64)     | 21.8 (71.2)   | 26.0 (78.8)  | 27.1 (80.8)   | 22.6 (72.7)   | 16.6 (61.9)   | 11.1 (52)     | 5.9 (42.6)    | 14.6 (58.3)    |
| 平均最低気温 °C （°F）                                           | 0.4 (32.7)    | 0.2 (32.4)    | 2.4 (36.3)    | 6.9 (44.4)   | 12.4 (54.3)   | 17.7 (63.9)   | 22.3 (72.1)  | 23.1 (73.6)   | 18.9 (66)     | 12.6 (54.7)   | 7.2 (45)      | 2.5 (36.5)    | 10.5 (50.9)    |
| 最低気温記録 °C （°F）                                           | −12.5 (9.5)   | −11.1 (12)    | −11.0 (12.2)  | −3.2 (26.2)  | 0.7 (33.3)    | 6.0 (42.8)    | 13.0 (55.4)  | 13.8 (56.8)   | 7.9 (46.2)    | 2.0 (35.6)    | −2.2 (28)     | −9.1 (15.6)   | −12.5 (9.5)    |
| 降水量 mm （inch）                                               | 248.0 (9.764) | 188.0 (7.402) | 150.6 (5.929) | 99.6 (3.921) | 122.1 (4.807) | 150.0 (5.906) | 187.7 (7.39) | 144.5 (5.689) | 243.8 (9.598) | 172.4 (6.787) | 154.6 (6.087) | 227.6 (8.961) | 2,072 (81.575) |
| 降雪量 cm （inch）                                               | 82 (32.3)     | 74 (29.1)     | 14 (5.5)      | 0 (0)        | 0 (0)         | 0 (0)         | 0 (0)        | 0 (0)         | 0 (0)         | 0 (0)         | 0 (0)         | 34 (13.4)     | 204 (80.3)     |
| 平均降水日数 （≥0.5mm）                                          | 23.3          | 18.8          | 16.9          | 12.3         | 11.6          | 12.3          | 13.5         | 11.3          | 14.3          | 13.8          | 16.3          | 21.3          | 185.4          |
| 平均降雪日数 （≥0cm）                                            | 19.8          | 17.2          | 7.2           | 0.5          | 0             | 0             | 0            | 0             | 0             | 0             | 0.4           | 11.4          | 56.5           |
| % 湿度                                                           | 84            | 81            | 75            | 71           | 71            | 77            | 79           | 76            | 80            | 81            | 82            | 83            | 78             |
| 平均月間日照時間                                                 | 65.0          | 75.4          | 116.8         | 164.0        | 186.8         | 138.1         | 150.5        | 189.0         | 123.2         | 115.0         | 90.6          | 72.9          | 1,487.3        |
| 出典：気象庁（平均値：1991年 - 2020年、気温極値：1918年 - 現在） |               |               |               |              |               |               |              |               |               |               |               |               |                |

### 人口
2010年（平成22年）国勢調査より前回調査からの人口増減をみると、4.04％減の85,607人であり、増減率は県下41市町中25位、49行政区域中33位。
| |                                        |  |
| 豊岡市と全国の年齢別人口分布（2005年） | 豊岡市の年齢・男女別人口分布（2005年） |  |
| ■紫色 ― 豊岡市 ■緑色 ― 日本全国 | ■青色 ― 男性 ■赤色 ― 女性              |  |
| 豊岡市（に相当する地域）の人口の推移 \| 1970年（昭和45年） \| 94,732人 \| \| \| 1975年（昭和50年） \| 95,687人 \| \| \| 1980年（昭和55年） \| 96,448人 \| \| \| 1985年（昭和60年） \| 96,086人 \| \| \| 1990年（平成2年） \| 94,163人 \| \| \| 1995年（平成7年） \| 93,859人 \| \| \| 2000年（平成12年） \| 92,752人 \| \| \| 2005年（平成17年） \| 89,208人 \| \| \| 2010年（平成22年） \| 85,592人 \| \| \| 2015年（平成27年） \| 82,250人 \| \| \| 2020年（令和2年） \| 77,489人 \| \| |                                        |  |
| 総務省統計局 国勢調査より |                                        |  |
| 1970年（昭和45年） | 94,732人                               |  |
| 1975年（昭和50年） | 95,687人                               |  |
| 1980年（昭和55年） | 96,448人                               |  |
| 1985年（昭和60年） | 96,086人                               |  |
| 1990年（平成2年） | 94,163人                               |  |
| 1995年（平成7年） | 93,859人                               |  |
| 2000年（平成12年） | 92,752人                               |  |
| 2005年（平成17年） | 89,208人                               |  |
| 2010年（平成22年） | 85,592人                               |  |
| 2015年（平成27年） | 82,250人                               |  |
| 2020年（令和2年） | 77,489人                               |  |

### 市内の地域
- 2005年（平成17年）4月1日の合併前の1市5町の地域に分けられる。城崎町、竹野町、日高町、出石町、但東町の地域にはそれぞれ振興局（2015年（平成27年）4月1日に総合支所から組織変更）が置かれ、旧豊岡市の地域は本庁が管轄している。
- 住所はそれぞれ，豊岡市城崎町○○，豊岡市竹野町○○，豊岡市日高町○○，豊岡市出石町○○，豊岡市但東町○○というように，合併前の旧町名が字名として残っている。

#### 合併前の各町位置図

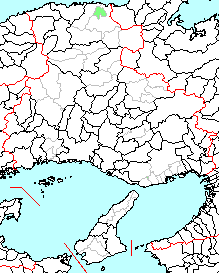
城崎町
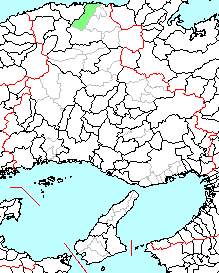
竹野町
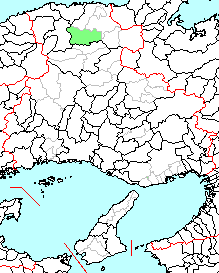
日高町
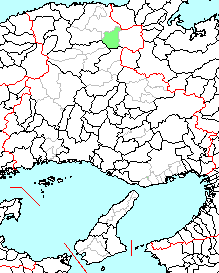
出石町
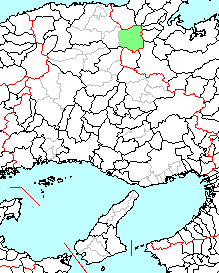
但東町
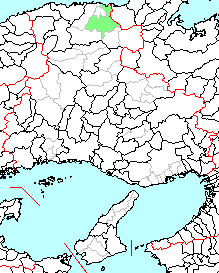
豊岡市（合併前）

### 隣接する自治体
- 兵庫県 - 養父市、朝来市、美方郡香美町
- 京都府 - 京丹後市、福知山市、与謝郡与謝野町

## 歴史
- 741年（天平13年） - 聖武天皇により国分寺の建立の詔が出される。但馬国分寺、国分尼寺は気多郡（豊岡市日高町）に建立される。
- 804年（延暦23年） - 但馬国府が気多郡高田郷（豊岡市日高町）に遷される。
- 南北朝時代 - 山名時氏が但馬国を掌握し、城之崎（豊岡市）及び出石（豊岡市出石町）に拠点を置く。
- 室町時代 - 山名持豊（宗全）により但馬（城崎郡）を中心にして中国地方で栄え、山名氏が最盛期をむかえる。
- 戦国時代 - 守護代垣屋氏の勢力が強まり山名氏が衰える。
- 安土桃山時代 - 織田家の武将・豊臣秀吉による但馬侵攻後、宮部継潤が城崎荘を豊岡と改名め、豊岡城を築き、有子山城の山名祐豊と共に但馬を治める。
- 江戸時代 - 小出吉英が有子山城を出石城と改名する。
- 江戸時代 - 豊岡藩（杉原氏→京極氏）、出石藩（小出氏→松平氏→仙石氏）が置かれる。
- 1871年（明治4年）11月2日 - 但馬・丹後・丹波3郡（氷上郡・多紀郡・天田郡）が豊岡県に統合され、県庁が城崎郡豊岡町に置かれる。
- 1876年（明治9年）8月21日 - 豊岡県が廃止され、兵庫県に編入。
- 1925年（大正14年）5月23日 - 北但馬地震（北但大震災）により、城崎郡豊岡町、城崎郡城崎町、城崎郡港村などが被害を受ける。特に豊岡町は目抜き通りの約1500戸が全焼した[10]。死者425、住家全壊942、全焼1,696、半壊1,263、破損44,151[11]。
- 1947年（昭和22年）11月27日 - 山陰方面に昭和天皇の戦後巡幸。お召し列車が豊岡駅に6分間停車した時間を利用し、駅前奉迎が行われる[12]。
- 1950年（昭和25年）4月1日 - 城下町の中心部であった城崎郡豊岡町と周辺の村が合併し、豊岡市となる。
- 1950年（昭和25年）8月10日 - 初代の市章を制定する[13]。
- 1959年（昭和34年）9月26日 - 台風15号(伊勢湾台風)により大水害となる。死者7名、浸水16,833戸[14]。
- 1966年（昭和41年） - 豊岡盆地に生息していた国内最後の野生コウノトリが死亡する。
- 1986年（昭和61年） - 人工飼育が続けられていた豊岡盆地の最後のコウノトリが死亡する。
- 1989年（平成元年）5月16日 - ロシアから譲り受けたコウノトリの繁殖に初めて成功する。
- 1995年（平成7年）1月17日 - 阪神・淡路大震災発生。豊岡で震度5を記録。
- 2002年（平成14年）8月5日 - 野生コウノトリ（雄、通称ハチゴロウ）が飛来し、住み着く（～2007年（平成19年）2月27日死亡が確認される）。
- 2004年（平成16年）10月20日 - 台風23号により円山川、出石川の堤防決壊などにより、大水害となる。死者7名、全壊333、半壊3733、床上床下浸水3843[15]。
- 2005年（平成17年）7月10日 - 2代目の市章を制定する[16]。
- 2005年（平成17年）9月24日 - 人工飼育のコウノトリが自然放鳥される（2006年（平成18年）9月23日、24日追加放鳥）。
- 2006年（平成18年）7月31日 - 野生コウノトリ（雌、通称エヒメ）が飛来し、住み着く。
- 2006年（平成18年）9月1日 - 2代目の市旗を制定する[17]。
- 2007年（平成19年）7月31日 - 野生のコウノトリが日本で46年ぶりに巣立ちをする。

### 行政区域の変遷
昭和期における合併において、豊岡町は戦前から円山川改修や上水道、道路の整備等大規模な公共投資を行いつつ、近隣の村落を合併して「大豊岡」構想の実現を目指していた。戦前の市制施行はならなかったが、姫路市のラモート合併を見た豊岡町長・伊智地茂は1946年（昭和21年）1月29日、姫路にラモート中佐をたずね、豊岡町と新田村・五荘村・中筋村・奈佐村・国府村・新美村などとの合併問題への協力を依頼した。ラモート中佐はさらに進めて日高町・城崎町・出石町・小坂村・内川村・港村・八代村をも含めた14町村の合併を提案し、豊岡町はこの線に沿って合併協議を進めようとする。城崎町は温泉地の復旧を見越してこの提案に賛成したが、日高町は合併に反対、出石町は消極的な姿勢を見せ、これ以外の10村は14町村の大同団結なら賛成と様子見の姿勢を見せた。結局この提案はラモート中佐の帰国により立ち消えとなる。市制施行の期待はなお高く、公職追放により伊智地に代わって町長となった佐川辰夫は新制中学校組合・消防事務組合を通して市政施行の機を待ち、1949年（昭和24年）3月ごろより豊岡町・五荘村・新田村・中筋村がそれぞれ合併準備会・研究会を設けて検討を始め、同年11月28日の各町会・村会において翌年4月からの合併・市制施行を決議した。市制施行後も「大豊岡」構想に基づき周辺の町村に合併を持ち掛け、これに応じた村の編入を進めたが、ラモート中佐の唱えた規模の大合併は昭和期には実現しなかった。
- 1950年（昭和25年）4月1日 - 城崎郡豊岡町・五荘村・新田村・中筋村が合併して旧豊岡市が発足。
- 1955年（昭和30年）4月1日 - 城崎郡奈佐村・港村が豊岡市に編入。
- 1957年（昭和32年）9月1日 - 出石郡神美村の一部（奥野・市場・三宅・森尾・立石・香住・下鉢山・上鉢山・長谷・倉見）が豊岡市に編入。
神美村の分村経緯については神美村#歴史を参照。
- 1958年（昭和33年）1月1日 - 日高町の一部（上佐野）が豊岡市に編入。
この分町経緯については国府村 (兵庫県)#歴史を参照。
- 1976年（昭和51年）9月1日 - 以下の境界変更を実施[20]。
  - 豊岡市の一部（引野字上河原の一部）が城崎郡日高町に編入。
  - 城崎郡日高町の一部（西芝字大向野の一部）が豊岡市に編入。
- 2005年（平成17年）4月1日 - 豊岡市・城崎郡城崎町・竹野町・日高町・出石郡出石町・但東町が合併し、改めて豊岡市が発足。これにより、城崎郡及び出石郡が消滅。

現在の市域は明治以前の城崎郡、気多郡、出石郡の全域、養父郡、美含郡の各一部にあたる。
| 旧 郡    | 明治以前     | 明治初年 - 明治22年    | 明治初年 - 明治22年    | 明治22年 4月1日 町村制施行 | 明治22年 - 明治29年             | 明治29年 4月1日          | 明治29年 - 昭和20年         | 昭和21年 - 昭和30年         | 昭和21年 - 昭和30年         | 昭和31年 - 昭和64年         | 平成元年 - 現在       | 現在   |
| -------- | ------------ | ---------------------- | ---------------------- | -------------------------- | ------------------------------- | ------------------------ | --------------------------- | --------------------------- | --------------------------- | --------------------------- | --------------------- | ------ |
| 美 含 郡 | 竹野村       | 竹野村                 | 竹野村                 | 竹野村                     | 竹野村                          | 所属変更 城崎郡 竹野村   | 竹野村                      | 竹野村                      | 昭和30年3月3日 竹野村       | 昭和32年4月1日 町制 竹野町  | 平成17年4月1日 豊岡市 | 豊岡市 |
| 美 含 郡 | 切浜村       | 切浜村                 | 切浜村                 | 竹野村                     | 竹野村                          | 所属変更 城崎郡 竹野村   | 竹野村                      | 竹野村                      | 昭和30年3月3日 竹野村       | 昭和32年4月1日 町制 竹野町  | 平成17年4月1日 豊岡市 | 豊岡市 |
| 美 含 郡 | 浜須井村     | 浜須井村               | 浜須井村               | 竹野村                     | 竹野村                          | 所属変更 城崎郡 竹野村   | 竹野村                      | 竹野村                      | 昭和30年3月3日 竹野村       | 昭和32年4月1日 町制 竹野町  | 平成17年4月1日 豊岡市 | 豊岡市 |
| 美 含 郡 | 奥須井村     | 奥須井村               | 奥須井村               | 竹野村                     | 竹野村                          | 所属変更 城崎郡 竹野村   | 竹野村                      | 竹野村                      | 昭和30年3月3日 竹野村       | 昭和32年4月1日 町制 竹野町  | 平成17年4月1日 豊岡市 | 豊岡市 |
| 美 含 郡 | 宇日村       | 宇日村                 | 宇日村                 | 竹野村                     | 竹野村                          | 所属変更 城崎郡 竹野村   | 竹野村                      | 竹野村                      | 昭和30年3月3日 竹野村       | 昭和32年4月1日 町制 竹野町  | 平成17年4月1日 豊岡市 | 豊岡市 |
| 美 含 郡 | 田久日村     | 田久日村               | 田久日村               | 竹野村                     | 竹野村                          | 所属変更 城崎郡 竹野村   | 竹野村                      | 竹野村                      | 昭和30年3月3日 竹野村       | 昭和32年4月1日 町制 竹野町  | 平成17年4月1日 豊岡市 | 豊岡市 |
| 美 含 郡 | 林村         | 林村                   | 林村                   | 中竹野村                   | 中竹野村                        | 所属変更 城崎郡 中竹野村 | 中竹野村                    | 中竹野村                    | 昭和30年3月3日 竹野村       | 昭和32年4月1日 町制 竹野町  | 平成17年4月1日 豊岡市 | 豊岡市 |
| 美 含 郡 | 下塚村       | 下塚村                 | 下塚村                 | 中竹野村                   | 中竹野村                        | 所属変更 城崎郡 中竹野村 | 中竹野村                    | 中竹野村                    | 昭和30年3月3日 竹野村       | 昭和32年4月1日 町制 竹野町  | 平成17年4月1日 豊岡市 | 豊岡市 |
| 美 含 郡 | 金原村       | 金原村                 | 金原村                 | 中竹野村                   | 中竹野村                        | 所属変更 城崎郡 中竹野村 | 中竹野村                    | 中竹野村                    | 昭和30年3月3日 竹野村       | 昭和32年4月1日 町制 竹野町  | 平成17年4月1日 豊岡市 | 豊岡市 |
| 美 含 郡 | 轟村         | 轟村                   | 轟村                   | 中竹野村                   | 中竹野村                        | 所属変更 城崎郡 中竹野村 | 中竹野村                    | 中竹野村                    | 昭和30年3月3日 竹野村       | 昭和32年4月1日 町制 竹野町  | 平成17年4月1日 豊岡市 | 豊岡市 |
| 美 含 郡 | 小丸村       | 小丸村                 | 小丸村                 | 中竹野村                   | 中竹野村                        | 所属変更 城崎郡 中竹野村 | 中竹野村                    | 中竹野村                    | 昭和30年3月3日 竹野村       | 昭和32年4月1日 町制 竹野町  | 平成17年4月1日 豊岡市 | 豊岡市 |
| 美 含 郡 | 鬼神谷村     | 鬼神谷村               | 鬼神谷村               | 中竹野村                   | 中竹野村                        | 所属変更 城崎郡 中竹野村 | 中竹野村                    | 中竹野村                    | 昭和30年3月3日 竹野村       | 昭和32年4月1日 町制 竹野町  | 平成17年4月1日 豊岡市 | 豊岡市 |
| 美 含 郡 | 須谷村       | 須谷村                 | 須谷村                 | 中竹野村                   | 中竹野村                        | 所属変更 城崎郡 中竹野村 | 中竹野村                    | 中竹野村                    | 昭和30年3月3日 竹野村       | 昭和32年4月1日 町制 竹野町  | 平成17年4月1日 豊岡市 | 豊岡市 |
| 美 含 郡 | 芦谷村       | 芦谷村                 | 芦谷村                 | 中竹野村                   | 中竹野村                        | 所属変更 城崎郡 中竹野村 | 中竹野村                    | 中竹野村                    | 昭和30年3月3日 竹野村       | 昭和32年4月1日 町制 竹野町  | 平成17年4月1日 豊岡市 | 豊岡市 |
| 美 含 郡 | 阿金谷村     | 阿金谷村               | 阿金谷村               | 中竹野村                   | 中竹野村                        | 所属変更 城崎郡 中竹野村 | 中竹野村                    | 中竹野村                    | 昭和30年3月3日 竹野村       | 昭和32年4月1日 町制 竹野町  | 平成17年4月1日 豊岡市 | 豊岡市 |
| 美 含 郡 | 和田村       | 和田村                 | 和田村                 | 中竹野村                   | 中竹野村                        | 所属変更 城崎郡 中竹野村 | 中竹野村                    | 中竹野村                    | 昭和30年3月3日 竹野村       | 昭和32年4月1日 町制 竹野町  | 平成17年4月1日 豊岡市 | 豊岡市 |
| 美 含 郡 | 羽入村       | 羽入村                 | 羽入村                 | 中竹野村                   | 中竹野村                        | 所属変更 城崎郡 中竹野村 | 中竹野村                    | 中竹野村                    | 昭和30年3月3日 竹野村       | 昭和32年4月1日 町制 竹野町  | 平成17年4月1日 豊岡市 | 豊岡市 |
| 美 含 郡 | 松本村       | 松本村                 | 松本村                 | 中竹野村                   | 中竹野村                        | 所属変更 城崎郡 中竹野村 | 中竹野村                    | 中竹野村                    | 昭和30年3月3日 竹野村       | 昭和32年4月1日 町制 竹野町  | 平成17年4月1日 豊岡市 | 豊岡市 |
| 美 含 郡 | 草飼村       | 草飼村                 | 草飼村                 | 中竹野村                   | 中竹野村                        | 所属変更 城崎郡 中竹野村 | 中竹野村                    | 中竹野村                    | 昭和30年3月3日 竹野村       | 昭和32年4月1日 町制 竹野町  | 平成17年4月1日 豊岡市 | 豊岡市 |
| 美 含 郡 | 大谷村       | 明治初年 改称 東大谷村 | 明治初年 改称 東大谷村 | 中竹野村                   | 中竹野村                        | 所属変更 城崎郡 中竹野村 | 中竹野村                    | 中竹野村                    | 昭和30年3月3日 竹野村       | 昭和32年4月1日 町制 竹野町  | 平成17年4月1日 豊岡市 | 豊岡市 |
| 美 含 郡 | 河南谷村     | 河南谷村               | 河南谷村               | 奥竹野村                   | 奥竹野村                        | 所属変更 城崎郡 奥竹野村 | 奥竹野村                    | 奥竹野村                    | 昭和30年3月3日 竹野村       | 昭和32年4月1日 町制 竹野町  | 平成17年4月1日 豊岡市 | 豊岡市 |
| 美 含 郡 | 桑野本村     | 桑野本村               | 桑野本村               | 奥竹野村                   | 奥竹野村                        | 所属変更 城崎郡 奥竹野村 | 奥竹野村                    | 奥竹野村                    | 昭和30年3月3日 竹野村       | 昭和32年4月1日 町制 竹野町  | 平成17年4月1日 豊岡市 | 豊岡市 |
| 美 含 郡 | 大森村       | 大森村                 | 大森村                 | 奥竹野村                   | 奥竹野村                        | 所属変更 城崎郡 奥竹野村 | 奥竹野村                    | 奥竹野村                    | 昭和30年3月3日 竹野村       | 昭和32年4月1日 町制 竹野町  | 平成17年4月1日 豊岡市 | 豊岡市 |
| 美 含 郡 | 須野谷村     | 須野谷村               | 須野谷村               | 奥竹野村                   | 奥竹野村                        | 所属変更 城崎郡 奥竹野村 | 奥竹野村                    | 奥竹野村                    | 昭和30年3月3日 竹野村       | 昭和32年4月1日 町制 竹野町  | 平成17年4月1日 豊岡市 | 豊岡市 |
| 美 含 郡 | 門谷村       | 門谷村                 | 門谷村                 | 奥竹野村                   | 奥竹野村                        | 所属変更 城崎郡 奥竹野村 | 奥竹野村                    | 奥竹野村                    | 昭和30年3月3日 竹野村       | 昭和32年4月1日 町制 竹野町  | 平成17年4月1日 豊岡市 | 豊岡市 |
| 美 含 郡 | 河内村       | 河内村                 | 河内村                 | 奥竹野村                   | 奥竹野村                        | 所属変更 城崎郡 奥竹野村 | 奥竹野村                    | 奥竹野村                    | 昭和30年3月3日 竹野村       | 昭和32年4月1日 町制 竹野町  | 平成17年4月1日 豊岡市 | 豊岡市 |
| 美 含 郡 | 御又村       | 御又村                 | 御又村                 | 奥竹野村                   | 奥竹野村                        | 所属変更 城崎郡 奥竹野村 | 奥竹野村                    | 奥竹野村                    | 昭和30年3月3日 竹野村       | 昭和32年4月1日 町制 竹野町  | 平成17年4月1日 豊岡市 | 豊岡市 |
| 美 含 郡 | 小城村       | 小城村                 | 小城村                 | 奥竹野村                   | 奥竹野村                        | 所属変更 城崎郡 奥竹野村 | 奥竹野村                    | 奥竹野村                    | 昭和30年3月3日 竹野村       | 昭和32年4月1日 町制 竹野町  | 平成17年4月1日 豊岡市 | 豊岡市 |
| 美 含 郡 | 二連原村     | 二連原村               | 二連原村               | 奥竹野村                   | 奥竹野村                        | 所属変更 城崎郡 奥竹野村 | 奥竹野村                    | 奥竹野村                    | 昭和30年3月3日 竹野村       | 昭和32年4月1日 町制 竹野町  | 平成17年4月1日 豊岡市 | 豊岡市 |
| 美 含 郡 | 坊岡村       | 坊岡村                 | 坊岡村                 | 奥竹野村                   | 奥竹野村                        | 所属変更 城崎郡 奥竹野村 | 奥竹野村                    | 奥竹野村                    | 昭和30年3月3日 竹野村       | 昭和32年4月1日 町制 竹野町  | 平成17年4月1日 豊岡市 | 豊岡市 |
| 美 含 郡 | 森本村       | 森本村                 | 明治19年 森本村        | 奥竹野村                   | 奥竹野村                        | 所属変更 城崎郡 奥竹野村 | 奥竹野村                    | 奥竹野村                    | 昭和30年3月3日 竹野村       | 昭和32年4月1日 町制 竹野町  | 平成17年4月1日 豊岡市 | 豊岡市 |
| 美 含 郡 | 神原村       | 神原村                 | 明治19年 森本村        | 奥竹野村                   | 奥竹野村                        | 所属変更 城崎郡 奥竹野村 | 奥竹野村                    | 奥竹野村                    | 昭和30年3月3日 竹野村       | 昭和32年4月1日 町制 竹野町  | 平成17年4月1日 豊岡市 | 豊岡市 |
| 気 多 郡 | 椒村         | 椒村                   | 椒村                   | 三椒村                     | 三椒村                          | 所属変更 城崎郡 三椒村   | 三椒村                      | 三椒村                      | 昭和30年3月3日 竹野村       | 昭和32年4月1日 町制 竹野町  | 平成17年4月1日 豊岡市 | 豊岡市 |
| 気 多 郡 | 三原村       | 三原村                 | 三原村                 | 三椒村                     | 三椒村                          | 所属変更 城崎郡 三椒村   | 三椒村                      | 三椒村                      | 昭和30年3月3日 竹野村       | 昭和32年4月1日 町制 竹野町  | 平成17年4月1日 豊岡市 | 豊岡市 |
| 気 多 郡 | 段村         | 段村                   | 段村                   | 三椒村                     | 三椒村                          | 所属変更 城崎郡 三椒村   | 三椒村                      | 三椒村                      | 昭和30年3月3日 竹野村       | 昭和32年4月1日 町制 竹野町  | 平成17年4月1日 豊岡市 | 豊岡市 |
| 気 多 郡 | 久田谷村     | 久田谷村               | 久田谷村               | 日高村                     | 日高村                          | 所属変更 城崎郡 日高村   | 大正14年11月1日 町制 日高町 | 日高町                      | 昭和30年3月25日 日高町      | 日高町                      | 平成17年4月1日 豊岡市 | 豊岡市 |
| 気 多 郡 | 道場村       | 道場村                 | 道場村                 | 日高村                     | 日高村                          | 所属変更 城崎郡 日高村   | 大正14年11月1日 町制 日高町 | 日高町                      | 昭和30年3月25日 日高町      | 日高町                      | 平成17年4月1日 豊岡市 | 豊岡市 |
| 気 多 郡 | 夏栗村       | 夏栗村                 | 夏栗村                 | 日高村                     | 日高村                          | 所属変更 城崎郡 日高村   | 大正14年11月1日 町制 日高町 | 日高町                      | 昭和30年3月25日 日高町      | 日高町                      | 平成17年4月1日 豊岡市 | 豊岡市 |
| 気 多 郡 | 久斗村       | 久斗村                 | 久斗村                 | 日高村                     | 日高村                          | 所属変更 城崎郡 日高村   | 大正14年11月1日 町制 日高町 | 日高町                      | 昭和30年3月25日 日高町      | 日高町                      | 平成17年4月1日 豊岡市 | 豊岡市 |
| 気 多 郡 | 宵田村       | 宵田村                 | 宵田村                 | 日高村                     | 日高村                          | 所属変更 城崎郡 日高村   | 大正14年11月1日 町制 日高町 | 日高町                      | 昭和30年3月25日 日高町      | 日高町                      | 平成17年4月1日 豊岡市 | 豊岡市 |
| 気 多 郡 | 江原村       | 江原村                 | 江原村                 | 日高村                     | 日高村                          | 所属変更 城崎郡 日高村   | 大正14年11月1日 町制 日高町 | 日高町                      | 昭和30年3月25日 日高町      | 日高町                      | 平成17年4月1日 豊岡市 | 豊岡市 |
| 気 多 郡 | 日置村       | 日置村                 | 日置村                 | 日高村                     | 日高村                          | 所属変更 城崎郡 日高村   | 大正14年11月1日 町制 日高町 | 日高町                      | 昭和30年3月25日 日高町      | 日高町                      | 平成17年4月1日 豊岡市 | 豊岡市 |
| 気 多 郡 | 祢布村       | 祢布村                 | 祢布村                 | 日高村                     | 日高村                          | 所属変更 城崎郡 日高村   | 大正14年11月1日 町制 日高町 | 日高町                      | 昭和30年3月25日 日高町      | 日高町                      | 平成17年4月1日 豊岡市 | 豊岡市 |
| 気 多 郡 | 水上村       | 水上村                 | 水上村                 | 日高村                     | 日高村                          | 所属変更 城崎郡 日高村   | 大正14年11月1日 町制 日高町 | 日高町                      | 昭和30年3月25日 日高町      | 日高町                      | 平成17年4月1日 豊岡市 | 豊岡市 |
| 気 多 郡 | 山本村       | 山本村                 | 山本村                 | 日高村                     | 日高村                          | 所属変更 城崎郡 日高村   | 大正14年11月1日 町制 日高町 | 日高町                      | 昭和30年3月25日 日高町      | 日高町                      | 平成17年4月1日 豊岡市 | 豊岡市 |
| 気 多 郡 | 多田屋村     | 多田屋村               | 明治9年 鶴岡村         | 日高村                     | 日高村                          | 所属変更 城崎郡 日高村   | 大正14年11月1日 町制 日高町 | 日高町                      | 昭和30年3月25日 日高町      | 日高町                      | 平成17年4月1日 豊岡市 | 豊岡市 |
| 気 多 郡 | 伊福村       | 伊福村                 | 明治9年 鶴岡村         | 日高村                     | 日高村                          | 所属変更 城崎郡 日高村   | 大正14年11月1日 町制 日高町 | 日高町                      | 昭和30年3月25日 日高町      | 日高町                      | 平成17年4月1日 豊岡市 | 豊岡市 |
| 気 多 郡 | 国分寺村     | 国分寺村               | 明治9年 国保村         | 日高村                     | 日高村                          | 所属変更 城崎郡 日高村   | 大正14年11月1日 町制 日高町 | 日高町                      | 昭和30年3月25日 日高町      | 日高町                      | 平成17年4月1日 豊岡市 | 豊岡市 |
| 気 多 郡 | 石立村       | 石立村                 | 明治9年 国保村         | 日高村                     | 日高村                          | 所属変更 城崎郡 日高村   | 大正14年11月1日 町制 日高町 | 日高町                      | 昭和30年3月25日 日高町      | 日高町                      | 平成17年4月1日 豊岡市 | 豊岡市 |
| 気 多 郡 | 岩中村       | 岩中村                 | 明治9年 岩中村         | 日高村                     | 日高村                          | 所属変更 城崎郡 日高村   | 大正14年11月1日 町制 日高町 | 日高町                      | 昭和30年3月25日 日高町      | 日高町                      | 平成17年4月1日 豊岡市 | 豊岡市 |
| 気 多 郡 | 地下村       | 地下村                 | 明治9年 岩中村         | 日高村                     | 日高村                          | 所属変更 城崎郡 日高村   | 大正14年11月1日 町制 日高町 | 日高町                      | 昭和30年3月25日 日高町      | 日高町                      | 平成17年4月1日 豊岡市 | 豊岡市 |
| 養 父 郡 | 浅倉村       | 浅倉村                 | 浅倉村                 | 宿南村 の一部              | 宿南村の一部                    | 宿南村 の一部            | 宿南村の一部                | 昭和30年2月1日 日高町に編入 | 昭和30年3月25日 日高町      | 日高町                      | 平成17年4月1日 豊岡市 | 豊岡市 |
| 養 父 郡 | 赤崎村       | 赤崎村                 | 赤崎村                 | 宿南村 の一部              | 宿南村の一部                    | 宿南村 の一部            | 宿南村の一部                | 昭和30年2月1日 日高町に編入 | 昭和30年3月25日 日高町      | 日高町                      | 平成17年4月1日 豊岡市 | 豊岡市 |
| 気 多 郡 | 稲葉村       | 稲葉村                 | 稲葉村                 | 西気村                     | 西気村                          | 所属変更 城崎郡 西気村   | 西気村                      | 西気村                      | 昭和30年3月25日 日高町      | 日高町                      | 平成17年4月1日 豊岡市 | 豊岡市 |
| 気 多 郡 | 水口村       | 水口村                 | 水口村                 | 西気村                     | 西気村                          | 所属変更 城崎郡 西気村   | 西気村                      | 西気村                      | 昭和30年3月25日 日高町      | 日高町                      | 平成17年4月1日 豊岡市 | 豊岡市 |
| 気 多 郡 | 万劫村       | 万劫村                 | 万劫村                 | 西気村                     | 西気村                          | 所属変更 城崎郡 西気村   | 西気村                      | 西気村                      | 昭和30年3月25日 日高町      | 日高町                      | 平成17年4月1日 豊岡市 | 豊岡市 |
| 気 多 郡 | 東河内村     | 東河内村               | 東河内村               | 西気村                     | 西気村                          | 所属変更 城崎郡 西気村   | 西気村                      | 西気村                      | 昭和30年3月25日 日高町      | 日高町                      | 平成17年4月1日 豊岡市 | 豊岡市 |
| 気 多 郡 | 山田村       | 山田村                 | 山田村                 | 西気村                     | 西気村                          | 所属変更 城崎郡 西気村   | 西気村                      | 西気村                      | 昭和30年3月25日 日高町      | 日高町                      | 平成17年4月1日 豊岡市 | 豊岡市 |
| 気 多 郡 | 栗栖野村     | 栗栖野村               | 栗栖野村               | 西気村                     | 西気村                          | 所属変更 城崎郡 西気村   | 西気村                      | 西気村                      | 昭和30年3月25日 日高町      | 日高町                      | 平成17年4月1日 豊岡市 | 豊岡市 |
| 気 多 郡 | 万場村       | 万場村                 | 万場村                 | 西気村                     | 西気村                          | 所属変更 城崎郡 西気村   | 西気村                      | 西気村                      | 昭和30年3月25日 日高町      | 日高町                      | 平成17年4月1日 豊岡市 | 豊岡市 |
| 気 多 郡 | 名色村       | 名色村                 | 名色村                 | 西気村                     | 明治27年12月15日 分立 清滝村    | 所属変更 城崎郡 清滝村   | 清滝村                      | 清滝村                      | 昭和30年3月25日 日高町      | 日高町                      | 平成17年4月1日 豊岡市 | 豊岡市 |
| 気 多 郡 | 十戸村       | 十戸村                 | 十戸村                 | 西気村                     | 明治27年12月15日 分立 清滝村    | 所属変更 城崎郡 清滝村   | 清滝村                      | 清滝村                      | 昭和30年3月25日 日高町      | 日高町                      | 平成17年4月1日 豊岡市 | 豊岡市 |
| 気 多 郡 | 頃垣村       | 頃垣村                 | 頃垣村                 | 西気村                     | 明治27年12月15日 分立 清滝村    | 所属変更 城崎郡 清滝村   | 清滝村                      | 清滝村                      | 昭和30年3月25日 日高町      | 日高町                      | 平成17年4月1日 豊岡市 | 豊岡市 |
| 気 多 郡 | 石井村       | 石井村                 | 石井村                 | 西気村                     | 明治27年12月15日 分立 清滝村    | 所属変更 城崎郡 清滝村   | 清滝村                      | 清滝村                      | 昭和30年3月25日 日高町      | 日高町                      | 平成17年4月1日 豊岡市 | 豊岡市 |
| 気 多 郡 | 山宮村       | 山宮村                 | 山宮村                 | 西気村                     | 明治27年12月15日 分立 清滝村    | 所属変更 城崎郡 清滝村   | 清滝村                      | 清滝村                      | 昭和30年3月25日 日高町      | 日高町                      | 平成17年4月1日 豊岡市 | 豊岡市 |
| 気 多 郡 | 栃本村       | 栃本村                 | 栃本村                 | 西気村                     | 明治27年12月15日 分立 清滝村    | 所属変更 城崎郡 清滝村   | 清滝村                      | 清滝村                      | 昭和30年3月25日 日高町      | 日高町                      | 平成17年4月1日 豊岡市 | 豊岡市 |
| 気 多 郡 | 太多村       | 太多村                 | 太多村                 | 西気村                     | 明治27年12月15日 分立 清滝村    | 所属変更 城崎郡 清滝村   | 清滝村                      | 清滝村                      | 昭和30年3月25日 日高町      | 日高町                      | 平成17年4月1日 豊岡市 | 豊岡市 |
| 気 多 郡 | 羽尻村       | 羽尻村                 | 羽尻村                 | 三方村                     | 三方村                          | 所属変更 城崎郡 三方村   | 三方村                      | 三方村                      | 昭和30年3月25日 日高町      | 日高町                      | 平成17年4月1日 豊岡市 | 豊岡市 |
| 気 多 郡 | 殿村         | 殿村                   | 殿村                   | 三方村                     | 三方村                          | 所属変更 城崎郡 三方村   | 三方村                      | 三方村                      | 昭和30年3月25日 日高町      | 日高町                      | 平成17年4月1日 豊岡市 | 豊岡市 |
| 気 多 郡 | 田之口村     | 田之口村               | 田之口村               | 三方村                     | 三方村                          | 所属変更 城崎郡 三方村   | 三方村                      | 三方村                      | 昭和30年3月25日 日高町      | 日高町                      | 平成17年4月1日 豊岡市 | 豊岡市 |
| 気 多 郡 | 広井村       | 広井村                 | 広井村                 | 三方村                     | 三方村                          | 所属変更 城崎郡 三方村   | 三方村                      | 三方村                      | 昭和30年3月25日 日高町      | 日高町                      | 平成17年4月1日 豊岡市 | 豊岡市 |
| 気 多 郡 | 猪子垣村     | 猪子垣村               | 猪子垣村               | 三方村                     | 三方村                          | 所属変更 城崎郡 三方村   | 三方村                      | 三方村                      | 昭和30年3月25日 日高町      | 日高町                      | 平成17年4月1日 豊岡市 | 豊岡市 |
| 気 多 郡 | 芝村         | 芝村                   | 芝村                   | 三方村                     | 三方村                          | 所属変更 城崎郡 三方村   | 三方村                      | 三方村                      | 昭和30年3月25日 日高町      | 日高町                      | 平成17年4月1日 豊岡市 | 豊岡市 |
| 気 多 郡 | 庄境村       | 庄境村                 | 庄境村                 | 三方村                     | 三方村                          | 所属変更 城崎郡 三方村   | 三方村                      | 三方村                      | 昭和30年3月25日 日高町      | 日高町                      | 平成17年4月1日 豊岡市 | 豊岡市 |
| 気 多 郡 | 野村         | 野村                   | 野村                   | 三方村                     | 三方村                          | 所属変更 城崎郡 三方村   | 三方村                      | 三方村                      | 昭和30年3月25日 日高町      | 日高町                      | 平成17年4月1日 豊岡市 | 豊岡市 |
| 気 多 郡 | 三所村       | 三所村                 | 三所村                 | 三方村                     | 三方村                          | 所属変更 城崎郡 三方村   | 三方村                      | 三方村                      | 昭和30年3月25日 日高町      | 日高町                      | 平成17年4月1日 豊岡市 | 豊岡市 |
| 気 多 郡 | 荒川村       | 荒川村                 | 荒川村                 | 三方村                     | 三方村                          | 所属変更 城崎郡 三方村   | 三方村                      | 三方村                      | 昭和30年3月25日 日高町      | 日高町                      | 平成17年4月1日 豊岡市 | 豊岡市 |
| 気 多 郡 | 伊府村       | 伊府村                 | 伊府村                 | 三方村                     | 三方村                          | 所属変更 城崎郡 三方村   | 三方村                      | 三方村                      | 昭和30年3月25日 日高町      | 日高町                      | 平成17年4月1日 豊岡市 | 豊岡市 |
| 気 多 郡 | 篠垣村       | 篠垣村                 | 篠垣村                 | 三方村                     | 三方村                          | 所属変更 城崎郡 三方村   | 三方村                      | 三方村                      | 昭和30年3月25日 日高町      | 日高町                      | 平成17年4月1日 豊岡市 | 豊岡市 |
| 気 多 郡 | 佐田村       | 佐田村                 | 佐田村                 | 三方村                     | 三方村                          | 所属変更 城崎郡 三方村   | 三方村                      | 三方村                      | 昭和30年3月25日 日高町      | 日高町                      | 平成17年4月1日 豊岡市 | 豊岡市 |
| 気 多 郡 | 知見村       | 知見村                 | 知見村                 | 三方村                     | 三方村                          | 所属変更 城崎郡 三方村   | 三方村                      | 三方村                      | 昭和30年3月25日 日高町      | 日高町                      | 平成17年4月1日 豊岡市 | 豊岡市 |
| 気 多 郡 | 森山村       | 森山村                 | 森山村                 | 三方村                     | 三方村                          | 所属変更 城崎郡 三方村   | 三方村                      | 三方村                      | 昭和30年3月25日 日高町      | 日高町                      | 平成17年4月1日 豊岡市 | 豊岡市 |
| 気 多 郡 | 栗山村       | 栗山村                 | 栗山村                 | 三方村                     | 三方村                          | 所属変更 城崎郡 三方村   | 三方村                      | 三方村                      | 昭和30年3月25日 日高町      | 日高町                      | 平成17年4月1日 豊岡市 | 豊岡市 |
| 気 多 郡 | 観音寺村     | 観音寺村               | 観音寺村               | 三方村                     | 三方村                          | 所属変更 城崎郡 三方村   | 三方村                      | 三方村                      | 昭和30年3月25日 日高町      | 日高町                      | 平成17年4月1日 豊岡市 | 豊岡市 |
| 気 多 郡 | 海老原村     | 海老原村               | 海老原村               | 三方村                     | 三方村                          | 所属変更 城崎郡 三方村   | 三方村                      | 三方村                      | 昭和30年3月25日 日高町      | 日高町                      | 平成17年4月1日 豊岡市 | 豊岡市 |
| 気 多 郡 | 奥八代村     | 明治初年 改称 八代村   | 明治初年 改称 八代村   | 八代村                     | 八代村                          | 所属変更 城崎郡 八代村   | 八代村                      | 八代村                      | 昭和30年3月25日 日高町      | 日高町                      | 平成17年4月1日 豊岡市 | 豊岡市 |
| 気 多 郡 | 八代中村     | 明治初年 改称 中村     | 明治初年 改称 中村     | 八代村                     | 八代村                          | 所属変更 城崎郡 八代村   | 八代村                      | 八代村                      | 昭和30年3月25日 日高町      | 日高町                      | 平成17年4月1日 豊岡市 | 豊岡市 |
| 気 多 郡 | 藤井村       | 藤井村                 | 藤井村                 | 八代村                     | 八代村                          | 所属変更 城崎郡 八代村   | 八代村                      | 八代村                      | 昭和30年3月25日 日高町      | 日高町                      | 平成17年4月1日 豊岡市 | 豊岡市 |
| 気 多 郡 | 奈佐路村     | 奈佐路村               | 奈佐路村               | 八代村                     | 八代村                          | 所属変更 城崎郡 八代村   | 八代村                      | 八代村                      | 昭和30年3月25日 日高町      | 日高町                      | 平成17年4月1日 豊岡市 | 豊岡市 |
| 気 多 郡 | 谷村         | 谷村                   | 谷村                   | 八代村                     | 八代村                          | 所属変更 城崎郡 八代村   | 八代村                      | 八代村                      | 昭和30年3月25日 日高町      | 日高町                      | 平成17年4月1日 豊岡市 | 豊岡市 |
| 気 多 郡 | 猪爪村       | 猪爪村                 | 猪爪村                 | 八代村                     | 八代村                          | 所属変更 城崎郡 八代村   | 八代村                      | 八代村                      | 昭和30年3月25日 日高町      | 日高町                      | 平成17年4月1日 豊岡市 | 豊岡市 |
| 気 多 郡 | 河江村       | 河江村                 | 河江村                 | 八代村                     | 八代村                          | 所属変更 城崎郡 八代村   | 八代村                      | 八代村                      | 昭和30年3月25日 日高町      | 日高町                      | 平成17年4月1日 豊岡市 | 豊岡市 |
| 気 多 郡 | 大岡寺村     | 大岡寺村               | 大岡寺村               | 八代村                     | 八代村                          | 所属変更 城崎郡 八代村   | 八代村                      | 八代村                      | 昭和30年3月25日 日高町      | 日高町                      | 平成17年4月1日 豊岡市 | 豊岡市 |
| 気 多 郡 | 松岡村       | 松岡村                 | 松岡村                 | 国府村                     | 国府村                          | 所属変更 城崎郡 国府村   | 国府村                      | 国府村                      | 昭和30年3月25日 日高町      | 日高町                      | 平成17年4月1日 豊岡市 | 豊岡市 |
| 気 多 郡 | 土居村       | 土居村                 | 土居村                 | 国府村                     | 国府村                          | 所属変更 城崎郡 国府村   | 国府村                      | 国府村                      | 昭和30年3月25日 日高町      | 日高町                      | 平成17年4月1日 豊岡市 | 豊岡市 |
| 気 多 郡 | 上郷村       | 上郷村                 | 上郷村                 | 国府村                     | 国府村                          | 所属変更 城崎郡 国府村   | 国府村                      | 国府村                      | 昭和30年3月25日 日高町      | 日高町                      | 平成17年4月1日 豊岡市 | 豊岡市 |
| 気 多 郡 | 府市場村     | 府市場村               | 府市場村               | 国府村                     | 国府村                          | 所属変更 城崎郡 国府村   | 国府村                      | 国府村                      | 昭和30年3月25日 日高町      | 日高町                      | 平成17年4月1日 豊岡市 | 豊岡市 |
| 気 多 郡 | 堀村         | 堀村                   | 堀村                   | 国府村                     | 国府村                          | 所属変更 城崎郡 国府村   | 国府村                      | 国府村                      | 昭和30年3月25日 日高町      | 日高町                      | 平成17年4月1日 豊岡市 | 豊岡市 |
| 気 多 郡 | 野々庄村     | 野々庄村               | 野々庄村               | 国府村                     | 国府村                          | 所属変更 城崎郡 国府村   | 国府村                      | 国府村                      | 昭和30年3月25日 日高町      | 日高町                      | 平成17年4月1日 豊岡市 | 豊岡市 |
| 気 多 郡 | 池上村       | 池上村                 | 池上村                 | 国府村                     | 国府村                          | 所属変更 城崎郡 国府村   | 国府村                      | 国府村                      | 昭和30年3月25日 日高町      | 日高町                      | 平成17年4月1日 豊岡市 | 豊岡市 |
| 気 多 郡 | 上石村       | 上石村                 | 上石村                 | 国府村                     | 国府村                          | 所属変更 城崎郡 国府村   | 国府村                      | 国府村                      | 昭和30年3月25日 日高町      | 日高町                      | 平成17年4月1日 豊岡市 | 豊岡市 |
| 気 多 郡 | 竹貫村       | 竹貫村                 | 竹貫村                 | 国府村                     | 国府村                          | 所属変更 城崎郡 国府村   | 国府村                      | 国府村                      | 昭和30年3月25日 日高町      | 日高町                      | 平成17年4月1日 豊岡市 | 豊岡市 |
| 気 多 郡 | 新村         | 明治初年 改称 府中新村 | 明治初年 改称 府中新村 | 国府村                     | 国府村                          | 所属変更 城崎郡 国府村   | 国府村                      | 国府村                      | 昭和30年3月25日 日高町      | 日高町                      | 平成17年4月1日 豊岡市 | 豊岡市 |
| 気 多 郡 | 芝村         | 明治初年 東芝村        | 明治初年 東芝村        | 国府村                     | 国府村                          | 所属変更 城崎郡 国府村   | 国府村                      | 国府村                      | 昭和30年3月25日 日高町      | 日高町                      | 平成17年4月1日 豊岡市 | 豊岡市 |
| 気 多 郡 | 芝村         | 明治初年 西芝村        |                        | 国府村                     | 国府村                          | 所属変更 城崎郡 国府村   | 国府村                      | 国府村                      | 昭和30年3月25日 日高町      | 日高町                      | 平成17年4月1日 豊岡市 | 豊岡市 |
| 気 多 郡 | 上佐野村     | 上佐野村               | 上佐野村               | 国府村                     | 国府村                          | 所属変更 城崎郡 国府村   | 国府村                      | 国府村                      | 昭和30年3月25日 日高町      | 昭和33年1月1日 豊岡市に編入 | 平成17年4月1日 豊岡市 | 豊岡市 |
| 気 多 郡 | 中郷村       | 中郷村                 | 中郷村                 | 中筋村                     | 中筋村                          | 所属変更 城崎郡 中筋村   | 中筋村                      | 昭和25年4月1日 豊岡市       | 昭和25年4月1日 豊岡市       | 豊岡市                      | 平成17年4月1日 豊岡市 | 豊岡市 |
| 気 多 郡 | 引野村       | 引野村                 | 引野村                 | 中筋村                     | 中筋村                          | 所属変更 城崎郡 中筋村   | 中筋村                      | 昭和25年4月1日 豊岡市       | 昭和25年4月1日 豊岡市       | 豊岡市                      | 平成17年4月1日 豊岡市 | 豊岡市 |
| 気 多 郡 | 土淵村       | 土淵村                 | 土淵村                 | 中筋村                     | 中筋村                          | 所属変更 城崎郡 中筋村   | 中筋村                      | 昭和25年4月1日 豊岡市       | 昭和25年4月1日 豊岡市       | 豊岡市                      | 平成17年4月1日 豊岡市 | 豊岡市 |
| 気 多 郡 | 加陽村       | 加陽村                 | 加陽村                 | 中筋村                     | 中筋村                          | 所属変更 城崎郡 中筋村   | 中筋村                      | 昭和25年4月1日 豊岡市       | 昭和25年4月1日 豊岡市       | 豊岡市                      | 平成17年4月1日 豊岡市 | 豊岡市 |
| 気 多 郡 | 清冷寺村     | 清冷寺村               | 清冷寺村               | 中筋村                     | 中筋村                          | 所属変更 城崎郡 中筋村   | 中筋村                      | 昭和25年4月1日 豊岡市       | 昭和25年4月1日 豊岡市       | 豊岡市                      | 平成17年4月1日 豊岡市 | 豊岡市 |
| 気 多 郡 | 伏村         | 伏村                   | 伏村                   | 中筋村                     | 中筋村                          | 所属変更 城崎郡 中筋村   | 中筋村                      | 昭和25年4月1日 豊岡市       | 昭和25年4月1日 豊岡市       | 豊岡市                      | 平成17年4月1日 豊岡市 | 豊岡市 |
| 気 多 郡 | 八社宮村     | 八社宮村               | 八社宮村               | 中筋村                     | 中筋村                          | 所属変更 城崎郡 中筋村   | 中筋村                      | 昭和25年4月1日 豊岡市       | 昭和25年4月1日 豊岡市       | 豊岡市                      | 平成17年4月1日 豊岡市 | 豊岡市 |
| 城 崎 郡 | 正法寺村     | 正法寺村               | 正法寺村               | 五荘村                     | 五荘村                          | 五荘村                   | 五荘村                      | 昭和25年4月1日 豊岡市       | 昭和25年4月1日 豊岡市       | 豊岡市                      | 平成17年4月1日 豊岡市 | 豊岡市 |
| 城 崎 郡 | 戸牧村       | 戸牧村                 | 戸牧村                 | 五荘村                     | 五荘村                          | 五荘村                   | 五荘村                      | 昭和25年4月1日 豊岡市       | 昭和25年4月1日 豊岡市       | 豊岡市                      | 平成17年4月1日 豊岡市 | 豊岡市 |
| 城 崎 郡 | 高屋村       | 高屋村                 | 高屋村                 | 五荘村                     | 五荘村                          | 五荘村                   | 五荘村                      | 昭和25年4月1日 豊岡市       | 昭和25年4月1日 豊岡市       | 豊岡市                      | 平成17年4月1日 豊岡市 | 豊岡市 |
| 城 崎 郡 | 福田村       | 福田村                 | 福田村                 | 五荘村                     | 五荘村                          | 五荘村                   | 五荘村                      | 昭和25年4月1日 豊岡市       | 昭和25年4月1日 豊岡市       | 豊岡市                      | 平成17年4月1日 豊岡市 | 豊岡市 |
| 城 崎 郡 | 栃江村       | 栃江村                 | 栃江村                 | 五荘村                     | 五荘村                          | 五荘村                   | 五荘村                      | 昭和25年4月1日 豊岡市       | 昭和25年4月1日 豊岡市       | 豊岡市                      | 平成17年4月1日 豊岡市 | 豊岡市 |
| 城 崎 郡 | 森津村       | 森津村                 | 森津村                 | 五荘村                     | 五荘村                          | 五荘村                   | 五荘村                      | 昭和25年4月1日 豊岡市       | 昭和25年4月1日 豊岡市       | 豊岡市                      | 平成17年4月1日 豊岡市 | 豊岡市 |
| 城 崎 郡 | 滝村         | 滝村                   | 滝村                   | 五荘村                     | 五荘村                          | 五荘村                   | 五荘村                      | 昭和25年4月1日 豊岡市       | 昭和25年4月1日 豊岡市       | 豊岡市                      | 平成17年4月1日 豊岡市 | 豊岡市 |
| 城 崎 郡 | 新堂村       | 新堂村                 | 新堂村                 | 五荘村                     | 五荘村                          | 五荘村                   | 五荘村                      | 昭和25年4月1日 豊岡市       | 昭和25年4月1日 豊岡市       | 豊岡市                      | 平成17年4月1日 豊岡市 | 豊岡市 |
| 城 崎 郡 | 岩熊村       | 岩熊村                 | 岩熊村                 | 五荘村                     | 五荘村                          | 五荘村                   | 五荘村                      | 昭和25年4月1日 豊岡市       | 昭和25年4月1日 豊岡市       | 豊岡市                      | 平成17年4月1日 豊岡市 | 豊岡市 |
| 城 崎 郡 | 江野村       | 江野村                 | 江野村                 | 五荘村                     | 五荘村                          | 五荘村                   | 五荘村                      | 昭和25年4月1日 豊岡市       | 昭和25年4月1日 豊岡市       | 豊岡市                      | 平成17年4月1日 豊岡市 | 豊岡市 |
| 城 崎 郡 | 伊賀谷村     | 伊賀谷村               | 伊賀谷村               | 五荘村                     | 五荘村                          | 五荘村                   | 五荘村                      | 昭和25年4月1日 豊岡市       | 昭和25年4月1日 豊岡市       | 豊岡市                      | 平成17年4月1日 豊岡市 | 豊岡市 |
| 城 崎 郡 | 下陰村       | 下陰村                 | 下陰村                 | 五荘村                     | 五荘村                          | 五荘村                   | 五荘村                      | 昭和25年4月1日 豊岡市       | 昭和25年4月1日 豊岡市       | 豊岡市                      | 平成17年4月1日 豊岡市 | 豊岡市 |
| 城 崎 郡 | 下陰村       | 下陰村                 | 明治5年 分立 中陰村    | 五荘村                     | 五荘村                          | 五荘村                   | 五荘村                      | 昭和25年4月1日 豊岡市       | 昭和25年4月1日 豊岡市       | 豊岡市                      | 平成17年4月1日 豊岡市 | 豊岡市 |
| 城 崎 郡 | 上陰村       | 上陰村                 | 上陰村                 | 五荘村                     | 五荘村                          | 五荘村                   | 五荘村                      | 昭和25年4月1日 豊岡市       | 昭和25年4月1日 豊岡市       | 豊岡市                      | 平成17年4月1日 豊岡市 | 豊岡市 |
| 城 崎 郡 | 塩津村       | 塩津村                 | 塩津村                 | 新田村                     | 新田村                          | 新田村                   | 新田村                      | 昭和25年4月1日 豊岡市       | 昭和25年4月1日 豊岡市       | 豊岡市                      | 平成17年4月1日 豊岡市 | 豊岡市 |
| 城 崎 郡 | 江本村       | 江本村                 | 江本村                 | 新田村                     | 新田村                          | 新田村                   | 新田村                      | 昭和25年4月1日 豊岡市       | 昭和25年4月1日 豊岡市       | 豊岡市                      | 平成17年4月1日 豊岡市 | 豊岡市 |
| 城 崎 郡 | 今森村       | 今森村                 | 今森村                 | 新田村                     | 新田村                          | 新田村                   | 新田村                      | 昭和25年4月1日 豊岡市       | 昭和25年4月1日 豊岡市       | 豊岡市                      | 平成17年4月1日 豊岡市 | 豊岡市 |
| 城 崎 郡 | 駄坂村       | 駄坂村                 | 駄坂村                 | 新田村                     | 新田村                          | 新田村                   | 新田村                      | 昭和25年4月1日 豊岡市       | 昭和25年4月1日 豊岡市       | 豊岡市                      | 平成17年4月1日 豊岡市 | 豊岡市 |
| 城 崎 郡 | 木内村       | 木内村                 | 木内村                 | 新田村                     | 新田村                          | 新田村                   | 新田村                      | 昭和25年4月1日 豊岡市       | 昭和25年4月1日 豊岡市       | 豊岡市                      | 平成17年4月1日 豊岡市 | 豊岡市 |
| 城 崎 郡 | 大篠岡村     | 大篠岡村               | 大篠岡村               | 新田村                     | 新田村                          | 新田村                   | 新田村                      | 昭和25年4月1日 豊岡市       | 昭和25年4月1日 豊岡市       | 豊岡市                      | 平成17年4月1日 豊岡市 | 豊岡市 |
| 城 崎 郡 | 中谷村       | 中谷村                 | 中谷村                 | 新田村                     | 新田村                          | 新田村                   | 新田村                      | 昭和25年4月1日 豊岡市       | 昭和25年4月1日 豊岡市       | 豊岡市                      | 平成17年4月1日 豊岡市 | 豊岡市 |
| 城 崎 郡 | 河谷村       | 河谷村                 | 河谷村                 | 新田村                     | 新田村                          | 新田村                   | 新田村                      | 昭和25年4月1日 豊岡市       | 昭和25年4月1日 豊岡市       | 豊岡市                      | 平成17年4月1日 豊岡市 | 豊岡市 |
| 城 崎 郡 | 百合地村     | 百合地村               | 百合地村               | 新田村                     | 新田村                          | 新田村                   | 新田村                      | 昭和25年4月1日 豊岡市       | 昭和25年4月1日 豊岡市       | 豊岡市                      | 平成17年4月1日 豊岡市 | 豊岡市 |
| 城 崎 郡 | 立野村       | 立野村                 | 立野村                 | 新田村                     | 新田村                          | 新田村                   | 昭和8年4月1日 豊岡町に編入  | 昭和25年4月1日 豊岡市       | 昭和25年4月1日 豊岡市       | 豊岡市                      | 平成17年4月1日 豊岡市 | 豊岡市 |
| 城 崎 郡 | 佐野村       | 佐野村                 | 佐野村                 | 八条村                     | 八条村                          | 八条村                   | 昭和8年4月1日 豊岡町に編入  | 昭和25年4月1日 豊岡市       | 昭和25年4月1日 豊岡市       | 豊岡市                      | 平成17年4月1日 豊岡市 | 豊岡市 |
| 城 崎 郡 | 妙楽寺村     | 妙楽寺村               | 妙楽寺村               | 八条村                     | 八条村                          | 八条村                   | 昭和8年4月1日 豊岡町に編入  | 昭和25年4月1日 豊岡市       | 昭和25年4月1日 豊岡市       | 豊岡市                      | 平成17年4月1日 豊岡市 | 豊岡市 |
| 城 崎 郡 | 九日市上町村 | 九日市上町村           | 九日市上町村           | 八条村                     | 八条村                          | 八条村                   | 昭和8年4月1日 豊岡町に編入  | 昭和25年4月1日 豊岡市       | 昭和25年4月1日 豊岡市       | 豊岡市                      | 平成17年4月1日 豊岡市 | 豊岡市 |
| 城 崎 郡 | 九日市中町村 | 九日市中町村           | 九日市中町村           | 八条村                     | 八条村                          | 八条村                   | 昭和8年4月1日 豊岡町に編入  | 昭和25年4月1日 豊岡市       | 昭和25年4月1日 豊岡市       | 豊岡市                      | 平成17年4月1日 豊岡市 | 豊岡市 |
| 城 崎 郡 | 九日市下町村 | 九日市下町村           | 九日市下町村           | 八条村                     | 八条村                          | 八条村                   | 昭和8年4月1日 豊岡町に編入  | 昭和25年4月1日 豊岡市       | 昭和25年4月1日 豊岡市       | 豊岡市                      | 平成17年4月1日 豊岡市 | 豊岡市 |
| 城 崎 郡 | 小尾崎村     | 小尾崎村               | 小尾崎村               | 八条村                     | 八条村                          | 八条村                   | 昭和8年4月1日 豊岡町に編入  | 昭和25年4月1日 豊岡市       | 昭和25年4月1日 豊岡市       | 豊岡市                      | 平成17年4月1日 豊岡市 | 豊岡市 |
| 城 崎 郡 | 大磯村       | 大磯村                 | 大磯村                 | 八条村                     | 八条村                          | 八条村                   | 昭和8年4月1日 豊岡町に編入  | 昭和25年4月1日 豊岡市       | 昭和25年4月1日 豊岡市       | 豊岡市                      | 平成17年4月1日 豊岡市 | 豊岡市 |
| 城 崎 郡 | 豊岡町       | 豊岡町                 | 豊岡町                 | 豊岡町                     | 豊岡町                          | 豊岡町                   | 豊岡町                      | 昭和25年4月1日 豊岡市       | 昭和25年4月1日 豊岡市       | 豊岡市                      | 平成17年4月1日 豊岡市 | 豊岡市 |
| 城 崎 郡 | 船町村       | 船町村                 | 船町村                 | 田鶴野村                   | 田鶴野村                        | 田鶴野村                 | 昭和18年4月1日 豊岡町に編入 | 昭和25年4月1日 豊岡市       | 昭和25年4月1日 豊岡市       | 豊岡市                      | 平成17年4月1日 豊岡市 | 豊岡市 |
| 城 崎 郡 | 山本村       | 山本村                 | 山本村                 | 田鶴野村                   | 田鶴野村                        | 田鶴野村                 | 昭和18年4月1日 豊岡町に編入 | 昭和25年4月1日 豊岡市       | 昭和25年4月1日 豊岡市       | 豊岡市                      | 平成17年4月1日 豊岡市 | 豊岡市 |
| 城 崎 郡 | 金剛寺村     | 金剛寺村               | 金剛寺村               | 田鶴野村                   | 田鶴野村                        | 田鶴野村                 | 昭和18年4月1日 豊岡町に編入 | 昭和25年4月1日 豊岡市       | 昭和25年4月1日 豊岡市       | 豊岡市                      | 平成17年4月1日 豊岡市 | 豊岡市 |
| 城 崎 郡 | 森村         | 森村                   | 森村                   | 田鶴野村                   | 田鶴野村                        | 田鶴野村                 | 昭和18年4月1日 豊岡町に編入 | 昭和25年4月1日 豊岡市       | 昭和25年4月1日 豊岡市       | 豊岡市                      | 平成17年4月1日 豊岡市 | 豊岡市 |
| 城 崎 郡 | 宮島村       | 宮島村                 | 宮島村                 | 田鶴野村                   | 田鶴野村                        | 田鶴野村                 | 昭和18年4月1日 豊岡町に編入 | 昭和25年4月1日 豊岡市       | 昭和25年4月1日 豊岡市       | 豊岡市                      | 平成17年4月1日 豊岡市 | 豊岡市 |
| 城 崎 郡 | 野上村       | 野上村                 | 野上村                 | 田鶴野村                   | 田鶴野村                        | 田鶴野村                 | 昭和18年4月1日 豊岡町に編入 | 昭和25年4月1日 豊岡市       | 昭和25年4月1日 豊岡市       | 豊岡市                      | 平成17年4月1日 豊岡市 | 豊岡市 |
| 城 崎 郡 | 下鶴井村     | 下鶴井村               | 下鶴井村               | 田鶴野村                   | 田鶴野村                        | 田鶴野村                 | 昭和18年4月1日 豊岡町に編入 | 昭和25年4月1日 豊岡市       | 昭和25年4月1日 豊岡市       | 豊岡市                      | 平成17年4月1日 豊岡市 | 豊岡市 |
| 城 崎 郡 | 赤石村       | 赤石村                 | 赤石村                 | 田鶴野村                   | 田鶴野村                        | 田鶴野村                 | 昭和18年4月1日 豊岡町に編入 | 昭和25年4月1日 豊岡市       | 昭和25年4月1日 豊岡市       | 豊岡市                      | 平成17年4月1日 豊岡市 | 豊岡市 |
| 城 崎 郡 | 一日市村     | 一日市村               | 一日市村               | 田鶴野村                   | 田鶴野村                        | 田鶴野村                 | 昭和18年4月1日 豊岡町に編入 | 昭和25年4月1日 豊岡市       | 昭和25年4月1日 豊岡市       | 豊岡市                      | 平成17年4月1日 豊岡市 | 豊岡市 |
| 城 崎 郡 | 法花寺村     | 法花寺村               | 法花寺村               | 三江村                     | 三江村                          | 三江村                   | 昭和18年8月1日 豊岡町に編入 | 昭和25年4月1日 豊岡市       | 昭和25年4月1日 豊岡市       | 豊岡市                      | 平成17年4月1日 豊岡市 | 豊岡市 |
| 城 崎 郡 | 祥雲寺村     | 祥雲寺村               | 祥雲寺村               | 三江村                     | 三江村                          | 三江村                   | 昭和18年8月1日 豊岡町に編入 | 昭和25年4月1日 豊岡市       | 昭和25年4月1日 豊岡市       | 豊岡市                      | 平成17年4月1日 豊岡市 | 豊岡市 |
| 城 崎 郡 | 南谷村       | 南谷村                 | 南谷村                 | 三江村                     | 三江村                          | 三江村                   | 昭和18年8月1日 豊岡町に編入 | 昭和25年4月1日 豊岡市       | 昭和25年4月1日 豊岡市       | 豊岡市                      | 平成17年4月1日 豊岡市 | 豊岡市 |
| 城 崎 郡 | 馬路村       | 馬路村                 | 馬路村                 | 三江村                     | 三江村                          | 三江村                   | 昭和18年8月1日 豊岡町に編入 | 昭和25年4月1日 豊岡市       | 昭和25年4月1日 豊岡市       | 豊岡市                      | 平成17年4月1日 豊岡市 | 豊岡市 |
| 城 崎 郡 | 鎌田村       | 鎌田村                 | 鎌田村                 | 三江村                     | 三江村                          | 三江村                   | 昭和18年8月1日 豊岡町に編入 | 昭和25年4月1日 豊岡市       | 昭和25年4月1日 豊岡市       | 豊岡市                      | 平成17年4月1日 豊岡市 | 豊岡市 |
| 城 崎 郡 | 下宮村       | 下宮村                 | 下宮村                 | 三江村                     | 三江村                          | 三江村                   | 昭和18年8月1日 豊岡町に編入 | 昭和25年4月1日 豊岡市       | 昭和25年4月1日 豊岡市       | 豊岡市                      | 平成17年4月1日 豊岡市 | 豊岡市 |
| 城 崎 郡 | 庄境村       | 庄境村                 | 庄境村                 | 三江村                     | 三江村                          | 三江村                   | 昭和18年8月1日 豊岡町に編入 | 昭和25年4月1日 豊岡市       | 昭和25年4月1日 豊岡市       | 豊岡市                      | 平成17年4月1日 豊岡市 | 豊岡市 |
| 城 崎 郡 | 梶原村       | 梶原村                 | 梶原村                 | 三江村                     | 三江村                          | 三江村                   | 昭和18年8月1日 豊岡町に編入 | 昭和25年4月1日 豊岡市       | 昭和25年4月1日 豊岡市       | 豊岡市                      | 平成17年4月1日 豊岡市 | 豊岡市 |
| 城 崎 郡 | 火撫村       | 火撫村                 | 火撫村                 | 三江村                     | 三江村                          | 三江村                   | 昭和18年8月1日 豊岡町に編入 | 昭和25年4月1日 豊岡市       | 昭和25年4月1日 豊岡市       | 豊岡市                      | 平成17年4月1日 豊岡市 | 豊岡市 |
| 城 崎 郡 | 六地蔵村     | 六地蔵村               | 六地蔵村               | 三江村                     | 三江村                          | 三江村                   | 昭和18年8月1日 豊岡町に編入 | 昭和25年4月1日 豊岡市       | 昭和25年4月1日 豊岡市       | 豊岡市                      | 平成17年4月1日 豊岡市 | 豊岡市 |
| 城 崎 郡 | 宮井村       | 宮井村                 | 宮井村                 | 奈佐村                     | 奈佐村                          | 奈佐村                   | 奈佐村                      | 奈佐村                      | 昭和30年4月1日 豊岡市に編入 | 豊岡市                      | 平成17年4月1日 豊岡市 | 豊岡市 |
| 城 崎 郡 | 岩井村       | 岩井村                 | 岩井村                 | 奈佐村                     | 奈佐村                          | 奈佐村                   | 奈佐村                      | 奈佐村                      | 昭和30年4月1日 豊岡市に編入 | 豊岡市                      | 平成17年4月1日 豊岡市 | 豊岡市 |
| 城 崎 郡 | 庄村         | 庄村                   | 庄村                   | 奈佐村                     | 奈佐村                          | 奈佐村                   | 奈佐村                      | 奈佐村                      | 昭和30年4月1日 豊岡市に編入 | 豊岡市                      | 平成17年4月1日 豊岡市 | 豊岡市 |
| 城 崎 郡 | 吉井村       | 吉井村                 | 吉井村                 | 奈佐村                     | 奈佐村                          | 奈佐村                   | 奈佐村                      | 奈佐村                      | 昭和30年4月1日 豊岡市に編入 | 豊岡市                      | 平成17年4月1日 豊岡市 | 豊岡市 |
| 城 崎 郡 | 野垣村       | 野垣村                 | 野垣村                 | 奈佐村                     | 奈佐村                          | 奈佐村                   | 奈佐村                      | 奈佐村                      | 昭和30年4月1日 豊岡市に編入 | 豊岡市                      | 平成17年4月1日 豊岡市 | 豊岡市 |
| 城 崎 郡 | 福成寺村     | 福成寺村               | 福成寺村               | 奈佐村                     | 奈佐村                          | 奈佐村                   | 奈佐村                      | 奈佐村                      | 昭和30年4月1日 豊岡市に編入 | 豊岡市                      | 平成17年4月1日 豊岡市 | 豊岡市 |
| 城 崎 郡 | 大谷村       | 大谷村                 | 大谷村                 | 奈佐村                     | 奈佐村                          | 奈佐村                   | 奈佐村                      | 奈佐村                      | 昭和30年4月1日 豊岡市に編入 | 豊岡市                      | 平成17年4月1日 豊岡市 | 豊岡市 |
| 城 崎 郡 | 内町村       | 内町村                 | 内町村                 | 奈佐村                     | 奈佐村                          | 奈佐村                   | 奈佐村                      | 奈佐村                      | 昭和30年4月1日 豊岡市に編入 | 豊岡市                      | 平成17年4月1日 豊岡市 | 豊岡市 |
| 城 崎 郡 | 辻村         | 辻村                   | 辻村                   | 奈佐村                     | 奈佐村                          | 奈佐村                   | 奈佐村                      | 奈佐村                      | 昭和30年4月1日 豊岡市に編入 | 豊岡市                      | 平成17年4月1日 豊岡市 | 豊岡市 |
| 城 崎 郡 | 目坂村       | 目坂村                 | 目坂村                 | 奈佐村                     | 奈佐村                          | 奈佐村                   | 奈佐村                      | 奈佐村                      | 昭和30年4月1日 豊岡市に編入 | 豊岡市                      | 平成17年4月1日 豊岡市 | 豊岡市 |
| 城 崎 郡 | 船谷村       | 船谷村                 | 船谷村                 | 奈佐村                     | 奈佐村                          | 奈佐村                   | 奈佐村                      | 奈佐村                      | 昭和30年4月1日 豊岡市に編入 | 豊岡市                      | 平成17年4月1日 豊岡市 | 豊岡市 |
| 城 崎 郡 | 小島村       | 小島村                 | 小島村                 | 港村                       | 港村                            | 港村                     | 港村                        | 港村                        | 昭和30年4月1日 豊岡市に編入 | 豊岡市                      | 平成17年4月1日 豊岡市 | 豊岡市 |
| 城 崎 郡 | 瀬戸村       | 瀬戸村                 | 瀬戸村                 | 港村                       | 港村                            | 港村                     | 港村                        | 港村                        | 昭和30年4月1日 豊岡市に編入 | 豊岡市                      | 平成17年4月1日 豊岡市 | 豊岡市 |
| 城 崎 郡 | 津居山村     | 津居山村               | 津居山村               | 港村                       | 港村                            | 港村                     | 港村                        | 港村                        | 昭和30年4月1日 豊岡市に編入 | 豊岡市                      | 平成17年4月1日 豊岡市 | 豊岡市 |
| 城 崎 郡 | 気比村       | 気比村                 | 気比村                 | 港村                       | 港村                            | 港村                     | 港村                        | 港村                        | 昭和30年4月1日 豊岡市に編入 | 豊岡市                      | 平成17年4月1日 豊岡市 | 豊岡市 |
| 城 崎 郡 | 田結村       | 田結村                 | 田結村                 | 港村                       | 港村                            | 港村                     | 港村                        | 港村                        | 昭和30年4月1日 豊岡市に編入 | 豊岡市                      | 平成17年4月1日 豊岡市 | 豊岡市 |
| 城 崎 郡 | 畑上村       | 畑上村                 | 畑上村                 | 港村                       | 港村                            | 港村                     | 港村                        | 港村                        | 昭和30年4月1日 豊岡市に編入 | 豊岡市                      | 平成17年4月1日 豊岡市 | 豊岡市 |
| 城 崎 郡 | 三原村       | 三原村                 | 三原村                 | 港村                       | 港村                            | 港村                     | 港村                        | 港村                        | 昭和30年4月1日 豊岡市に編入 | 豊岡市                      | 平成17年4月1日 豊岡市 | 豊岡市 |
| 出 石 郡 | 奥野村       | 奥野村                 | 奥野村                 | 神美村                     | 神美村                          | 神美村                   | 神美村                      | 神美村                      | 神美村                      | 昭和32年9月1日 豊岡市に編入 | 平成17年4月1日 豊岡市 | 豊岡市 |
| 出 石 郡 | 穴見市場村   | 穴見市場村             | 穴見市場村             | 神美村                     | 神美村                          | 神美村                   | 神美村                      | 神美村                      | 神美村                      | 昭和32年9月1日 豊岡市に編入 | 平成17年4月1日 豊岡市 | 豊岡市 |
| 出 石 郡 | 三宅村       | 三宅村                 | 三宅村                 | 神美村                     | 神美村                          | 神美村                   | 神美村                      | 神美村                      | 神美村                      | 昭和32年9月1日 豊岡市に編入 | 平成17年4月1日 豊岡市 | 豊岡市 |
| 出 石 郡 | 森尾村       | 森尾村                 | 森尾村                 | 神美村                     | 神美村                          | 神美村                   | 神美村                      | 神美村                      | 神美村                      | 昭和32年9月1日 豊岡市に編入 | 平成17年4月1日 豊岡市 | 豊岡市 |
| 出 石 郡 | 立石村       | 立石村                 | 立石村                 | 神美村                     | 神美村                          | 神美村                   | 神美村                      | 神美村                      | 神美村                      | 昭和32年9月1日 豊岡市に編入 | 平成17年4月1日 豊岡市 | 豊岡市 |
| 出 石 郡 | 香住村       | 香住村                 | 香住村                 | 神美村                     | 神美村                          | 神美村                   | 神美村                      | 神美村                      | 神美村                      | 昭和32年9月1日 豊岡市に編入 | 平成17年4月1日 豊岡市 | 豊岡市 |
| 出 石 郡 | 下鉢山村     | 下鉢山村               | 下鉢山村               | 神美村                     | 神美村                          | 神美村                   | 神美村                      | 神美村                      | 神美村                      | 昭和32年9月1日 豊岡市に編入 | 平成17年4月1日 豊岡市 | 豊岡市 |
| 出 石 郡 | 上鉢山村     | 上鉢山村               | 上鉢山村               | 神美村                     | 神美村                          | 神美村                   | 神美村                      | 神美村                      | 神美村                      | 昭和32年9月1日 豊岡市に編入 | 平成17年4月1日 豊岡市 | 豊岡市 |
| 出 石 郡 | 長谷村       | 長谷村                 | 長谷村                 | 神美村                     | 神美村                          | 神美村                   | 神美村                      | 神美村                      | 神美村                      | 昭和32年9月1日 豊岡市に編入 | 平成17年4月1日 豊岡市 | 豊岡市 |
| 出 石 郡 | 倉見村       | 倉見村                 | 倉見村                 | 神美村                     | 神美村                          | 神美村                   | 神美村                      | 神美村                      | 神美村                      | 昭和32年9月1日 豊岡市に編入 | 平成17年4月1日 豊岡市 | 豊岡市 |
| 出 石 郡 | 宮内村       | 宮内村                 | 宮内村                 | 神美村                     | 神美村                          | 神美村                   | 神美村                      | 神美村                      | 神美村                      | 昭和32年9月1日 出石町       | 平成17年4月1日 豊岡市 | 豊岡市 |
| 出 石 郡 | 坪井村       | 坪井村                 | 坪井村                 | 神美村                     | 神美村                          | 神美村                   | 神美村                      | 神美村                      | 神美村                      | 昭和32年9月1日 出石町       | 平成17年4月1日 豊岡市 | 豊岡市 |
| 出 石 郡 | 袴狭村       | 袴狭村                 | 袴狭村                 | 神美村                     | 神美村                          | 神美村                   | 神美村                      | 神美村                      | 神美村                      | 昭和32年9月1日 出石町       | 平成17年4月1日 豊岡市 | 豊岡市 |
| 出 石 郡 | 口小野村     | 口小野村               | 口小野村               | 神美村                     | 神美村                          | 神美村                   | 神美村                      | 神美村                      | 神美村                      | 昭和32年9月1日 出石町       | 平成17年4月1日 豊岡市 | 豊岡市 |
| 出 石 郡 | 奥小野村     | 奥小野村               | 奥小野村               | 神美村                     | 神美村                          | 神美村                   | 神美村                      | 神美村                      | 神美村                      | 昭和32年9月1日 出石町       | 平成17年4月1日 豊岡市 | 豊岡市 |
| 出 石 郡 | 安良村       | 安良村                 | 安良村                 | 神美村                     | 神美村                          | 神美村                   | 神美村                      | 神美村                      | 神美村                      | 昭和32年9月1日 出石町       | 平成17年4月1日 豊岡市 | 豊岡市 |
| 出 石 郡 | 田多地村     | 田多地村               | 田多地村               | 神美村                     | 神美村                          | 神美村                   | 神美村                      | 神美村                      | 神美村                      | 昭和32年9月1日 出石町       | 平成17年4月1日 豊岡市 | 豊岡市 |
| 出 石 郡 | 出石         | 出石                   | 出石                   | 出石町                     | 出石町                          | 出石町                   | 出石町                      | 出石町                      | 出石町                      | 昭和32年9月1日 出石町       | 平成17年4月1日 豊岡市 | 豊岡市 |
| 出 石 郡 | 出石町分     | 出石町分               | 出石町分               | 出石町                     | 出石町                          | 出石町                   | 出石町                      | 出石町                      | 出石町                      | 昭和32年9月1日 出石町       | 平成17年4月1日 豊岡市 | 豊岡市 |
| 出 石 郡 | 弘原町分     | 弘原町分               | 一部                   | 出石町                     | 出石町                          | 出石町                   | 出石町                      | 出石町                      | 出石町                      | 昭和32年9月1日 出石町       | 平成17年4月1日 豊岡市 | 豊岡市 |
| 出 石 郡 | 弘原町分     | 弘原町分               | 一部                   | 室埴村                     | 室埴村                          | 室埴村                   | 室埴村                      | 室埴村                      | 室埴村                      | 昭和32年9月1日 出石町       | 平成17年4月1日 豊岡市 | 豊岡市 |
| 出 石 郡 | 寺坂村       | 寺坂村                 | 寺坂村                 | 室埴村                     | 室埴村                          | 室埴村                   | 室埴村                      | 室埴村                      | 室埴村                      | 昭和32年9月1日 出石町       | 平成17年4月1日 豊岡市 | 豊岡市 |
| 出 石 郡 | 桐野村       | 桐野村                 | 桐野村                 | 室埴村                     | 室埴村                          | 室埴村                   | 室埴村                      | 室埴村                      | 室埴村                      | 昭和32年9月1日 出石町       | 平成17年4月1日 豊岡市 | 豊岡市 |
| 出 石 郡 | 日野辺村     | 日野辺村               | 日野辺村               | 室埴村                     | 室埴村                          | 室埴村                   | 室埴村                      | 室埴村                      | 室埴村                      | 昭和32年9月1日 出石町       | 平成17年4月1日 豊岡市 | 豊岡市 |
| 出 石 郡 | 上野村       | 上野村                 | 上野村                 | 室埴村                     | 室埴村                          | 室埴村                   | 室埴村                      | 室埴村                      | 室埴村                      | 昭和32年9月1日 出石町       | 平成17年4月1日 豊岡市 | 豊岡市 |
| 出 石 郡 | 奥山村       | 奥山村                 | 奥山村                 | 室埴村                     | 室埴村                          | 室埴村                   | 室埴村                      | 室埴村                      | 室埴村                      | 昭和32年9月1日 出石町       | 平成17年4月1日 豊岡市 | 豊岡市 |
| 出 石 郡 | 鍛冶屋村     | 鍛冶屋村               | 鍛冶屋村               | 室埴村                     | 室埴村                          | 室埴村                   | 室埴村                      | 室埴村                      | 室埴村                      | 昭和32年9月1日 出石町       | 平成17年4月1日 豊岡市 | 豊岡市 |
| 出 石 郡 | 細見村       | 細見村                 | 細見村                 | 室埴村                     | 室埴村                          | 室埴村                   | 室埴村                      | 室埴村                      | 室埴村                      | 昭和32年9月1日 出石町       | 平成17年4月1日 豊岡市 | 豊岡市 |
| 出 石 郡 | 荒木村       | 荒木村                 | 荒木村                 | 室埴村                     | 室埴村                          | 室埴村                   | 室埴村                      | 室埴村                      | 室埴村                      | 昭和32年9月1日 出石町       | 平成17年4月1日 豊岡市 | 豊岡市 |
| 出 石 郡 | 福見村       | 福見村                 | 福見村                 | 室埴村                     | 室埴村                          | 室埴村                   | 室埴村                      | 室埴村                      | 室埴村                      | 昭和32年9月1日 出石町       | 平成17年4月1日 豊岡市 | 豊岡市 |
| 出 石 郡 | 暮坂村       | 暮坂村                 | 暮坂村                 | 室埴村                     | 室埴村                          | 室埴村                   | 室埴村                      | 室埴村                      | 室埴村                      | 昭和32年9月1日 出石町       | 平成17年4月1日 豊岡市 | 豊岡市 |
| 出 石 郡 | 弘原上村     | 明治初年 改称 上村     | 明治初年 改称 上村     | 室埴村                     | 室埴村                          | 室埴村                   | 室埴村                      | 室埴村                      | 室埴村                      | 昭和32年9月1日 出石町       | 平成17年4月1日 豊岡市 | 豊岡市 |
| 出 石 郡 | 弘原中村     | 明治初年 改称 中村     | 明治初年 改称 中村     | 室埴村                     | 室埴村                          | 室埴村                   | 室埴村                      | 室埴村                      | 室埴村                      | 昭和32年9月1日 出石町       | 平成17年4月1日 豊岡市 | 豊岡市 |
| 出 石 郡 | 弘原下村     | 明治初年 改称 下村     | 明治5年 改称 福住村    | 室埴村                     | 室埴村                          | 室埴村                   | 室埴村                      | 室埴村                      | 室埴村                      | 昭和32年9月1日 出石町       | 平成17年4月1日 豊岡市 | 豊岡市 |
| 出 石 郡 | 島村         | 島村                   | 島村                   | 小坂村                     | 小坂村                          | 小坂村                   | 小坂村                      | 小坂村                      | 小坂村                      | 昭和32年9月1日 出石町       | 平成17年4月1日 豊岡市 | 豊岡市 |
| 出 石 郡 | 福居村       | 福居村                 | 福居村                 | 小坂村                     | 小坂村                          | 小坂村                   | 小坂村                      | 小坂村                      | 小坂村                      | 昭和32年9月1日 出石町       | 平成17年4月1日 豊岡市 | 豊岡市 |
| 出 石 郡 | 伊豆村       | 伊豆村                 | 伊豆村                 | 小坂村                     | 小坂村                          | 小坂村                   | 小坂村                      | 小坂村                      | 小坂村                      | 昭和32年9月1日 出石町       | 平成17年4月1日 豊岡市 | 豊岡市 |
| 出 石 郡 | 片間村       | 片間村                 | 片間村                 | 小坂村                     | 小坂村                          | 小坂村                   | 小坂村                      | 小坂村                      | 小坂村                      | 昭和32年9月1日 出石町       | 平成17年4月1日 豊岡市 | 豊岡市 |
| 出 石 郡 | 三木村       | 三木村                 | 三木村                 | 小坂村                     | 小坂村                          | 小坂村                   | 小坂村                      | 小坂村                      | 小坂村                      | 昭和32年9月1日 出石町       | 平成17年4月1日 豊岡市 | 豊岡市 |
| 出 石 郡 | 大谷村       | 大谷村                 | 大谷村                 | 小坂村                     | 小坂村                          | 小坂村                   | 小坂村                      | 小坂村                      | 小坂村                      | 昭和32年9月1日 出石町       | 平成17年4月1日 豊岡市 | 豊岡市 |
| 出 石 郡 | 丸谷村       | 丸谷村                 | 丸谷村                 | 小坂村                     | 小坂村                          | 小坂村                   | 小坂村                      | 小坂村                      | 小坂村                      | 昭和32年9月1日 出石町       | 平成17年4月1日 豊岡市 | 豊岡市 |
| 出 石 郡 | 中谷村       | 中谷村                 | 中谷村                 | 小坂村                     | 小坂村                          | 小坂村                   | 小坂村                      | 小坂村                      | 小坂村                      | 昭和32年9月1日 出石町       | 平成17年4月1日 豊岡市 | 豊岡市 |
| 出 石 郡 | 森井村       | 森井村                 | 森井村                 | 小坂村                     | 小坂村                          | 小坂村                   | 小坂村                      | 小坂村                      | 小坂村                      | 昭和32年9月1日 出石町       | 平成17年4月1日 豊岡市 | 豊岡市 |
| 出 石 郡 | 尾崎村       | 尾崎村                 | 尾崎村                 | 小坂村                     | 小坂村                          | 小坂村                   | 小坂村                      | 小坂村                      | 小坂村                      | 昭和32年9月1日 出石町       | 平成17年4月1日 豊岡市 | 豊岡市 |
| 出 石 郡 | 鳥居村       | 鳥居村                 | 鳥居村                 | 小坂村                     | 小坂村                          | 小坂村                   | 小坂村                      | 小坂村                      | 小坂村                      | 昭和32年9月1日 出石町       | 平成17年4月1日 豊岡市 | 豊岡市 |
| 出 石 郡 | 長砂村       | 長砂村                 | 長砂村                 | 小坂村                     | 小坂村                          | 小坂村                   | 小坂村                      | 小坂村                      | 小坂村                      | 昭和32年9月1日 出石町       | 平成17年4月1日 豊岡市 | 豊岡市 |
| 出 石 郡 | 水上村       | 水上村                 | 水上村                 | 小坂村                     | 小坂村                          | 小坂村                   | 小坂村                      | 小坂村                      | 小坂村                      | 昭和32年9月1日 出石町       | 平成17年4月1日 豊岡市 | 豊岡市 |
| 出 石 郡 | 唐川村       | 唐川村                 | 唐川村                 | 合橋村                     | 合橋村                          | 合橋村                   | 合橋村                      | 合橋村                      | 合橋村                      | 昭和31年9月30日 但東町      | 平成17年4月1日 豊岡市 | 豊岡市 |
| 出 石 郡 | 三原村       | 三原村                 | 三原村                 | 合橋村                     | 合橋村                          | 合橋村                   | 合橋村                      | 合橋村                      | 合橋村                      | 昭和31年9月30日 但東町      | 平成17年4月1日 豊岡市 | 豊岡市 |
| 出 石 郡 | 出合村       | 出合村                 | 出合村                 | 合橋村                     | 合橋村                          | 合橋村                   | 合橋村                      | 合橋村                      | 合橋村                      | 昭和31年9月30日 但東町      | 平成17年4月1日 豊岡市 | 豊岡市 |
| 出 石 郡 | 南尾村       | 南尾村                 | 南尾村                 | 合橋村                     | 合橋村                          | 合橋村                   | 合橋村                      | 合橋村                      | 合橋村                      | 昭和31年9月30日 但東町      | 平成17年4月1日 豊岡市 | 豊岡市 |
| 出 石 郡 | 小谷村       | 小谷村                 | 小谷村                 | 合橋村                     | 合橋村                          | 合橋村                   | 合橋村                      | 合橋村                      | 合橋村                      | 昭和31年9月30日 但東町      | 平成17年4月1日 豊岡市 | 豊岡市 |
| 出 石 郡 | 相田村       | 相田村                 | 相田村                 | 合橋村                     | 合橋村                          | 合橋村                   | 合橋村                      | 合橋村                      | 合橋村                      | 昭和31年9月30日 但東町      | 平成17年4月1日 豊岡市 | 豊岡市 |
| 出 石 郡 | 佐々木村     | 佐々木村               | 佐々木村               | 合橋村                     | 合橋村                          | 合橋村                   | 合橋村                      | 合橋村                      | 合橋村                      | 昭和31年9月30日 但東町      | 平成17年4月1日 豊岡市 | 豊岡市 |
| 出 石 郡 | 天谷村       | 天谷村                 | 天谷村                 | 合橋村                     | 合橋村                          | 合橋村                   | 合橋村                      | 合橋村                      | 合橋村                      | 昭和31年9月30日 但東町      | 平成17年4月1日 豊岡市 | 豊岡市 |
| 出 石 郡 | 西谷村       | 西谷村                 | 西谷村                 | 合橋村                     | 合橋村                          | 合橋村                   | 合橋村                      | 合橋村                      | 合橋村                      | 昭和31年9月30日 但東町      | 平成17年4月1日 豊岡市 | 豊岡市 |
| 出 石 郡 | 河本村       | 河本村                 | 河本村                 | 合橋村                     | 合橋村                          | 合橋村                   | 合橋村                      | 合橋村                      | 合橋村                      | 昭和31年9月30日 但東町      | 平成17年4月1日 豊岡市 | 豊岡市 |
| 出 石 郡 | 日殿村       | 日殿村                 | 日殿村                 | 合橋村                     | 合橋村                          | 合橋村                   | 合橋村                      | 合橋村                      | 合橋村                      | 昭和31年9月30日 但東町      | 平成17年4月1日 豊岡市 | 豊岡市 |
| 出 石 郡 | 出合市場村   | 出合市場村             | 出合市場村             | 合橋村                     | 合橋村                          | 合橋村                   | 合橋村                      | 合橋村                      | 合橋村                      | 昭和31年9月30日 但東町      | 平成17年4月1日 豊岡市 | 豊岡市 |
| 出 石 郡 | 畑村         | 畑村                   | 畑村                   | 合橋村                     | 合橋村                          | 合橋村                   | 合橋村                      | 合橋村                      | 合橋村                      | 昭和31年9月30日 但東町      | 平成17年4月1日 豊岡市 | 豊岡市 |
| 出 石 郡 | 水石村       | 水石村                 | 水石村                 | 合橋村                     | 合橋村                          | 合橋村                   | 合橋村                      | 合橋村                      | 合橋村                      | 昭和31年9月30日 但東町      | 平成17年4月1日 豊岡市 | 豊岡市 |
| 出 石 郡 | 矢根村       | 矢根村                 | 明治5年 口矢根村       | 合橋村                     | 合橋村                          | 合橋村                   | 合橋村                      | 合橋村                      | 合橋村                      | 昭和31年9月30日 但東町      | 平成17年4月1日 豊岡市 | 豊岡市 |
| 出 石 郡 | 矢根村       | 矢根村                 | 明治5年 奥矢根村       | 合橋村                     | 合橋村                          | 合橋村                   | 合橋村                      | 合橋村                      | 合橋村                      | 昭和31年9月30日 但東町      | 平成17年4月1日 豊岡市 | 豊岡市 |
| 出 石 郡 | 奥藤森村     | 奥藤森村               | 奥藤森村               | 資母村                     | 資母村                          | 資母村                   | 資母村                      | 資母村                      | 資母村                      | 昭和31年9月30日 但東町      | 平成17年4月1日 豊岡市 | 豊岡市 |
| 出 石 郡 | 中藤森村     | 中藤森村               | 中藤森村               | 資母村                     | 資母村                          | 資母村                   | 資母村                      | 資母村                      | 資母村                      | 昭和31年9月30日 但東町      | 平成17年4月1日 豊岡市 | 豊岡市 |
| 出 石 郡 | 口藤森村     | 口藤森村               | 口藤森村               | 資母村                     | 資母村                          | 資母村                   | 資母村                      | 資母村                      | 資母村                      | 昭和31年9月30日 但東町      | 平成17年4月1日 豊岡市 | 豊岡市 |
| 出 石 郡 | 虫生村       | 虫生村                 | 虫生村                 | 資母村                     | 資母村                          | 資母村                   | 資母村                      | 資母村                      | 資母村                      | 昭和31年9月30日 但東町      | 平成17年4月1日 豊岡市 | 豊岡市 |
| 出 石 郡 | 坂野村       | 坂野村                 | 坂野村                 | 資母村                     | 資母村                          | 資母村                   | 資母村                      | 資母村                      | 資母村                      | 昭和31年9月30日 但東町      | 平成17年4月1日 豊岡市 | 豊岡市 |
| 出 石 郡 | 高竜寺村     | 高竜寺村               | 高竜寺村               | 資母村                     | 資母村                          | 資母村                   | 資母村                      | 資母村                      | 資母村                      | 昭和31年9月30日 但東町      | 平成17年4月1日 豊岡市 | 豊岡市 |
| 出 石 郡 | 西野々村     | 西野々村               | 西野々村               | 資母村                     | 資母村                          | 資母村                   | 資母村                      | 資母村                      | 資母村                      | 昭和31年9月30日 但東町      | 平成17年4月1日 豊岡市 | 豊岡市 |
| 出 石 郡 | 木村         | 木村                   | 木村                   | 資母村                     | 資母村                          | 資母村                   | 資母村                      | 資母村                      | 資母村                      | 昭和31年9月30日 但東町      | 平成17年4月1日 豊岡市 | 豊岡市 |
| 出 石 郡 | 東里村       | 東里村                 | 東里村                 | 資母村                     | 資母村                          | 資母村                   | 資母村                      | 資母村                      | 資母村                      | 昭和31年9月30日 但東町      | 平成17年4月1日 豊岡市 | 豊岡市 |
| 出 石 郡 | 日向村       | 日向村                 | 日向村                 | 資母村                     | 資母村                          | 資母村                   | 資母村                      | 資母村                      | 資母村                      | 昭和31年9月30日 但東町      | 平成17年4月1日 豊岡市 | 豊岡市 |
| 出 石 郡 | 中山村       | 中山村                 | 中山村                 | 資母村                     | 資母村                          | 資母村                   | 資母村                      | 資母村                      | 資母村                      | 昭和31年9月30日 但東町      | 平成17年4月1日 豊岡市 | 豊岡市 |
| 出 石 郡 | 畑山村       | 畑山村                 | 畑山村                 | 資母村                     | 資母村                          | 資母村                   | 資母村                      | 資母村                      | 資母村                      | 昭和31年9月30日 但東町      | 平成17年4月1日 豊岡市 | 豊岡市 |
| 出 石 郡 | 坂津村       | 坂津村                 | 坂津村                 | 資母村                     | 資母村                          | 資母村                   | 資母村                      | 資母村                      | 資母村                      | 昭和31年9月30日 但東町      | 平成17年4月1日 豊岡市 | 豊岡市 |
| 出 石 郡 | 奥赤花村     | 奥赤花村               | 奥赤花村               | 資母村                     | 資母村                          | 資母村                   | 資母村                      | 資母村                      | 資母村                      | 昭和31年9月30日 但東町      | 平成17年4月1日 豊岡市 | 豊岡市 |
| 出 石 郡 | 中赤花村     | 中赤花村               | 明治14年 赤花村        | 資母村                     | 資母村                          | 資母村                   | 資母村                      | 資母村                      | 資母村                      | 昭和31年9月30日 但東町      | 平成17年4月1日 豊岡市 | 豊岡市 |
| 出 石 郡 | 口赤花村     | 口赤花村               | 明治14年 赤花村        | 資母村                     | 資母村                          | 資母村                   | 資母村                      | 資母村                      | 資母村                      | 昭和31年9月30日 但東町      | 平成17年4月1日 豊岡市 | 豊岡市 |
| 出 石 郡 | 太田市場村   | 太田市場村             | 明治7年 改称 太田村    | 資母村                     | 資母村                          | 資母村                   | 資母村                      | 資母村                      | 資母村                      | 昭和31年9月30日 但東町      | 平成17年4月1日 豊岡市 | 豊岡市 |
| 出 石 郡 | 薬王寺村     | 薬王寺村               | 薬王寺村               | 高橋村                     | 高橋村                          | 高橋村                   | 高橋村                      | 高橋村                      | 高橋村                      | 昭和31年9月30日 但東町      | 平成17年4月1日 豊岡市 | 豊岡市 |
| 出 石 郡 | 大河内村     | 大河内村               | 大河内村               | 高橋村                     | 高橋村                          | 高橋村                   | 高橋村                      | 高橋村                      | 高橋村                      | 昭和31年9月30日 但東町      | 平成17年4月1日 豊岡市 | 豊岡市 |
| 出 石 郡 | 久畑村       | 久畑村                 | 久畑村                 | 高橋村                     | 高橋村                          | 高橋村                   | 高橋村                      | 高橋村                      | 高橋村                      | 昭和31年9月30日 但東町      | 平成17年4月1日 豊岡市 | 豊岡市 |
| 出 石 郡 | 後村         | 後村                   | 後村                   | 高橋村                     | 高橋村                          | 高橋村                   | 高橋村                      | 高橋村                      | 高橋村                      | 昭和31年9月30日 但東町      | 平成17年4月1日 豊岡市 | 豊岡市 |
| 出 石 郡 | 小坂村       | 小坂村                 | 小坂村                 | 高橋村                     | 高橋村                          | 高橋村                   | 高橋村                      | 高橋村                      | 高橋村                      | 昭和31年9月30日 但東町      | 平成17年4月1日 豊岡市 | 豊岡市 |
| 出 石 郡 | 佐田村       | 佐田村                 | 佐田村                 | 高橋村                     | 高橋村                          | 高橋村                   | 高橋村                      | 高橋村                      | 高橋村                      | 昭和31年9月30日 但東町      | 平成17年4月1日 豊岡市 | 豊岡市 |
| 出 石 郡 | 栗尾村       | 栗尾村                 | 栗尾村                 | 高橋村                     | 高橋村                          | 高橋村                   | 高橋村                      | 高橋村                      | 高橋村                      | 昭和31年9月30日 但東町      | 平成17年4月1日 豊岡市 | 豊岡市 |
| 出 石 郡 | 平田村       | 平田村                 | 平田村                 | 高橋村                     | 高橋村                          | 高橋村                   | 高橋村                      | 高橋村                      | 高橋村                      | 昭和31年9月30日 但東町      | 平成17年4月1日 豊岡市 | 豊岡市 |
| 出 石 郡 | 正法寺村     | 正法寺村               | 正法寺村               | 高橋村                     | 高橋村                          | 高橋村                   | 高橋村                      | 高橋村                      | 高橋村                      | 昭和31年9月30日 但東町      | 平成17年4月1日 豊岡市 | 豊岡市 |
| 出 石 郡 | 中村         | 明治初年 改称 東中村   | 明治初年 改称 東中村   | 高橋村                     | 高橋村                          | 高橋村                   | 高橋村                      | 高橋村                      | 高橋村                      | 昭和31年9月30日 但東町      | 平成17年4月1日 豊岡市 | 豊岡市 |
| 城 崎 郡 | 湯島村       | 湯島村                 | 湯島村                 | 湯島村                     | 明治28年3月15日 町制改称 城崎町 | 城崎町                   | 城崎町                      | 昭和30年2月1日 城崎町       | 昭和30年2月1日 城崎町       | 城崎町                      | 平成17年4月1日 豊岡市 | 豊岡市 |
| 城 崎 郡 | 今津村       | 今津村                 | 今津村                 | 湯島村                     | 明治28年3月15日 町制改称 城崎町 | 城崎町                   | 城崎町                      | 昭和30年2月1日 城崎町       | 昭和30年2月1日 城崎町       | 城崎町                      | 平成17年4月1日 豊岡市 | 豊岡市 |
| 城 崎 郡 | 桃島村       | 桃島村                 | 桃島村                 | 湯島村                     | 明治28年3月15日 町制改称 城崎町 | 城崎町                   | 城崎町                      | 昭和30年2月1日 城崎町       | 昭和30年2月1日 城崎町       | 城崎町                      | 平成17年4月1日 豊岡市 | 豊岡市 |
| 城 崎 郡 | 来日村       | 来日村                 | 来日村                 | 内川村                     | 内川村                          | 内川村                   | 内川村                      | 昭和30年2月1日 城崎町       | 昭和30年2月1日 城崎町       | 城崎町                      | 平成17年4月1日 豊岡市 | 豊岡市 |
| 城 崎 郡 | 結村         | 結村                   | 結村                   | 内川村                     | 内川村                          | 内川村                   | 内川村                      | 昭和30年2月1日 城崎町       | 昭和30年2月1日 城崎町       | 城崎町                      | 平成17年4月1日 豊岡市 | 豊岡市 |
| 城 崎 郡 | 戸島村       | 戸島村                 | 戸島村                 | 内川村                     | 内川村                          | 内川村                   | 内川村                      | 昭和30年2月1日 城崎町       | 昭和30年2月1日 城崎町       | 城崎町                      | 平成17年4月1日 豊岡市 | 豊岡市 |
| 城 崎 郡 | 楽々浦村     | 楽々浦村               | 楽々浦村               | 内川村                     | 内川村                          | 内川村                   | 内川村                      | 昭和30年2月1日 城崎町       | 昭和30年2月1日 城崎町       | 城崎町                      | 平成17年4月1日 豊岡市 | 豊岡市 |
| 城 崎 郡 | 飯谷村       | 飯谷村                 | 飯谷村                 | 内川村                     | 内川村                          | 内川村                   | 内川村                      | 昭和30年2月1日 城崎町       | 昭和30年2月1日 城崎町       | 城崎町                      | 平成17年4月1日 豊岡市 | 豊岡市 |
| 城 崎 郡 | 上山村       | 上山村                 | 明治16年 上山村        | 内川村                     | 内川村                          | 内川村                   | 内川村                      | 昭和30年2月1日 城崎町       | 昭和30年2月1日 城崎町       | 城崎町                      | 平成17年4月1日 豊岡市 | 豊岡市 |
| 城 崎 郡 | 簸磯村       | 簸磯村                 | 明治16年 上山村        | 内川村                     | 内川村                          | 内川村                   | 内川村                      | 昭和30年2月1日 城崎町       | 昭和30年2月1日 城崎町       | 城崎町                      | 平成17年4月1日 豊岡市 | 豊岡市 |

## 行政
- 市長：門間雄司現在1期目
- 副市長：前野文孝（2017年（平成29年）9月15日就任）

### 歴代市長
特記なき場合『日本の歴代市長 : 市制施行百年の歩み』などによる。
旧豊岡市
| 代               | 氏名       | 就任                      | 退任                      | 備考                                 |
| ---------------- | ---------- | ------------------------- | ------------------------- | ------------------------------------ |
| 市長職務執行者 1 | 佐川辰夫   | 1950年（昭和25年）5月10日 | 1966年（昭和41年）5月9日  | 旧豊岡町長                           |
| 2                | 橋本省三   | 1966年（昭和41年）5月10日 | 1981年（昭和56年）6月12日 | 兵庫県議                             |
| 3                | 平尾源太夫 | 1981年（昭和56年）7月26日 | 1989年（平成元年）7月25日 | 神戸銀行豊岡支店長、豊岡市農協組合長 |
| 4                | 今井晶三   | 1989年（平成元年）7月26日 | 2001年（平成13年）7月25日 | 元新聞記者                           |
| 5                | 中貝宗治   | 2001年（平成13年）7月26日 | 2005年（平成17年）3月31日 | 兵庫県議                             |

豊岡市
| 代 | 氏名       | 就任                     | 退任                     | 備考     |
| -- | ---------- | ------------------------ | ------------------------ | -------- |
| 1  | 中貝宗治   | 2005年（平成17年）5月1日 | 2021年（令和3年）4月30日 |          |
| 2  | 関貫久仁郎 | 2021年（令和3年）5月1日  | 2025年（令和7年）4月30日 | 豊岡市議 |
| 3  | 門間雄司   | 2025年（令和7年）5月1日  | 現職                     | 兵庫県議 |

### パブリックコメント制度
豊岡市では、行政の透明性を確保するため、行政からの提案に対して豊岡市市民の意見を聞きそれを反映し行政での立場を公示するために、パブリックコメント制度を2008年度から実施している。

## 議会

### 市議会
- 任期：2021年11月1日 - 2025年10月31日
- 定数：24
- 議長：福田嗣久（令和とよおかクラブ）
- 副議長：西田真（ひかり）

### 衆議院
- 選挙区：兵庫5区（豊岡市、川西市（旧東谷村域）、三田市、篠山市、養父市、丹波市、朝来市、川辺郡、美方郡）
- 任期：2021年10月31日 - 2025年10月30日
- 当日有権者数：368,205人
- 投票率：61.59％

| 当落 | 候補者名 | 年齢 | 所属党派     | 新旧別 | 得票数   | 重複 |
| ---- | -------- | ---- | ------------ | ------ | -------- | ---- |
| 当   | 谷公一   | 69   | 自由民主党   | 前     | 94,656票 | ○    |
| 比当 | 遠藤良太 | 36   | 日本維新の会 | 新     | 65,714票 | ○    |
|      | 梶原康弘 | 65   | 立憲民主党   | 元     | 62,414票 | ○    |

## 公共施設

### 公立医療機関
- 公立豊岡病院組合
  - 公立豊岡病院
    - 出石医療センター
    - 日高クリニック
- 豊岡市立休日診療所

### 消防
- 豊岡市消防本部
  - 豊岡消防署
    - 日高分署
    - 出石分署
    - 但東駐在所
    - 城崎分署
    - 竹野分署

### 警察
- 豊岡警察署 - 市内全域を管轄
現在の市域には2005年の合併時点では豊岡、出石、城崎の3署があったが、2006年に豊岡・出石の2署を改編統合して豊岡南署とし、同時に城崎署は豊岡北署とした。2021年3月21日に豊岡南・豊岡北の両署を統合して現在の「豊岡警察署」となった。

## 産業
- かばん（バッグ）の生産地である。

### 金融
銀行・信用金庫・信用組合
- 但馬銀行本店：兵庫県唯一の（第一）地方銀行、指定金融機関
- 三井住友銀行豊岡支店：但馬地域唯一の都市銀行。神戸銀行時代から営業する
- みなと銀行豊岡支店：兵庫銀行時代に一度廃止されたが、北兵庫信用組合をみなと銀行が合併した際に再出店した。
- 山陰合同銀行豊岡支店
- 但馬信用金庫本店
- 兵庫県信用組合豊岡支店

政府系金融機関
- 日本政策金融公庫豊岡支店

証券会社
- 岡安証券豊岡営業所
- リテラ・クレア証券豊岡支店
- 大山日ノ丸証券豊岡支店

## コウノトリと豊岡市

### 保護活動
豊岡盆地のコウノトリは、古くから保護されてきた。
- 江戸時代、出石藩主の仙石氏はコウノトリを瑞鳥として禁猟とした。
- 1904年（明治37年）、兵庫県知事服部一三が鶴山周辺を猟銃禁止に指定した。
- 1907年（明治40年）、鶴山の民間払い下げに対して、出石郡室埴村（現在の出石地域）がコウノトリ保護の観点から反対し、払い下げは見送られることになった。
- 1921年（大正10年）、コウノトリの繁殖地として出石の「鶴山」が天然記念物に指定される。なお、1953年（昭和28年）には生息地としての指定から種の指定に変更され、1956年（昭和31年）からは特別天然記念物となっている。
- 1950年 - 1960年代、豊岡市でそっとする運動、但馬地域でドジョウ一匹運動、兵庫県で愛のきょ金運動が展開された。

豊岡市では2002年（平成14年）に企画部内にコウノトリ共生推進課を設置。2006年（平成18年）にコウノトリ共生推進課は部に昇格してコウノトリ共生部となった。コウノトリと共生を図り、無農薬・減農薬でつくられた農産物を対外的にアピールするため、農林水産部等の業務を統合してコウノトリ共生部に改編した。
その後、豊岡市は市の組織改編により2023年（令和5年）3月末でコウノトリ共生部を廃止し、4月から新部署に引き継ぐことになった。

### シンボル
コウノトリは豊岡市鳥となっている。
- コウノトリの郷公園の中には市立の文化館などが有る。
- 市民会館大ホールの側面に大きなコウノトリが掲げられている。
- 豊岡市市街地環状バスの愛称コバスはコウノトリにちなんでおり、あわせて小さくて小回りがきくイメージ含ませている[25]。
- 新公立豊岡病院の診察券にコウノトリが描かれている。
- マスコットキャラクタはコウノトリの「コーちゃん」、オオサンショウウオの「オーちゃん」、玄武岩の「玄さん」

このほかコウノトリは同地域のシンボルになっている。
- 大阪方面と当地を結ぶ特急の愛称がこうのとりである。
- 但馬飛行場の愛称がコウノトリ但馬空港でありマスコットのたじ丸は、コウノトリと飛行機をかたどったものである。
- 兵庫県の県鳥はコウノトリであり、兵庫県警察のマスコットキャラクターこうへいくんはコウノトリをモチーフにしている。

なお、市町村合併時、新市名称の一般応募が行われ、「こうのとり市」が381件で全体の3位、「コウノトリ市」が198件で6位となるなど、コウノトリにちなむ名称が多数応募され、「こうのとり市」が新市名候補の一つになっていた。ただし、旧豊岡市内を中心にコウノトリに害鳥や絶滅の悪いイメージがある、ひらがな名称などの理由で反対意見が強く、3次選定までに候補から外れている。

## 姉妹都市・提携都市

### 海外
姉妹都市
- 韓国 慶州市
- スペイン アリカンテ
- モンゴル ボグド郡
- ニュージーランド ルアペフ地区

### 日本国内
姉妹都市
- 上田市(長野県)

その他
- 但馬の小京都「出石」として全国京都会議に加盟している。

## 教育

### 小学校・中学校
通学区域の指定は「豊岡市立学校の通学区域等に関する規則」による。市内全校で小中一貫教育を行っている。八代小は小規模特認校に指定されていて、所定の手続きを経れば市内全域から通学可能である。
| 市立小学校           | 市立中学校           | 市立小学校         | 市立中学校           |
| -------------------- | -------------------- | ------------------ | -------------------- |
| 豊岡市立三江小学校   | 豊岡市立豊岡南中学校 | 豊岡市立日高小学校 | 豊岡市立日高東中学校 |
| 豊岡市立八条小学校   | 豊岡市立豊岡南中学校 | 豊岡市立府中小学校 | 豊岡市立日高東中学校 |
| 豊岡市立新田小学校   | 豊岡市立豊岡南中学校 | 豊岡市立八代小学校 | 豊岡市立日高東中学校 |
| 豊岡市立中筋小学校   | 豊岡市立豊岡南中学校 | 豊岡市立清滝小学校 | 豊岡市立日高西中学校 |
| 豊岡市立神美小学校   | 豊岡市立豊岡南中学校 | 豊岡市立三方小学校 | 豊岡市立日高西中学校 |
| 豊岡市立豊岡小学校   | 豊岡市立豊岡南中学校 | 豊岡市立弘道小学校 | 豊岡市立出石中学校   |
| 豊岡市立田鶴野小学校 | 豊岡市立豊岡北中学校 | 豊岡市立小野小学校 | 豊岡市立出石中学校   |
| 豊岡市立五荘小学校   | 豊岡市立豊岡北中学校 | 豊岡市立福住小学校 | 豊岡市立出石中学校   |
| 豊岡市立港小学校     | 豊岡市立港中学校     | 豊岡市立小坂小学校 | 豊岡市立出石中学校   |
| 豊岡市立合橋小学校   | 豊岡市立但東中学校   | 豊岡市立城崎小学校 | 豊岡市立城崎中学校   |
| 豊岡市立資母小学校   | 豊岡市立但東中学校   |                    |                      |

私立
- 近畿大学附属豊岡中学校

### 義務教育学校
- 豊岡市立竹野学園 - 2025年度に竹野小・竹野中を統合して開校した、豊岡市初の義務教育学校。

### 高等学校
豊岡高と出石高は普通科一般入試において進学連携校方式の対象となる。
- 兵庫県立豊岡高等学校
- 兵庫県立豊岡総合高等学校
- 兵庫県立日高高等学校
- 兵庫県立出石高等学校
- 近畿大学附属豊岡高等学校
- クラーク記念国際高等学校（豊岡キャンパス）

### 特別支援学校
両校の統合計画がある。
- 兵庫県立豊岡聴覚特別支援学校
- 兵庫県立出石特別支援学校

### 短期大学
- 豊岡短期大学

### 専修学校
- 大岡学園高等専修学校（学校法人大岡学園）
- ビジネス専門学校 キャリアカレッジ但馬（学校法人大岡学園、休校中）

### 大学
- 兵庫県立大学豊岡ジオ・コウノトリキャンパス
  - 大学院地域資源マネジメント研究科

### 専門職大学
- 芸術文化観光専門職大学

### 学校教育以外の施設
- 兵庫県立但馬技術大学校（職業能力開発促進法に基づく公共職業能力開発施設）
- 兵庫県立豊岡高等技術専門学院（但馬技術大学校に併設）
- トヨオカカバンアルチザンアベニュー（豊岡まちづくり株式会社が運営する豊岡鞄の拠点施設。1階・2階がショップ、3階が鞄職人を養成する専門校となっている）
- 豊岡市立図書館を本館に城崎分館・竹野分館・日高分館・出石分館・但東分館が存在する。
- 本と暮らしのあるところ だいかい文庫（2020年12月5日にオープンした私設図書館。2025年6月30日閉館）[33]

### かつて存在した学校
兵庫県小学校の廃校一覧#豊岡市・兵庫県中学校の廃校一覧#豊岡市・兵庫県高等学校の廃校一覧#豊岡市を参照。

## 交通

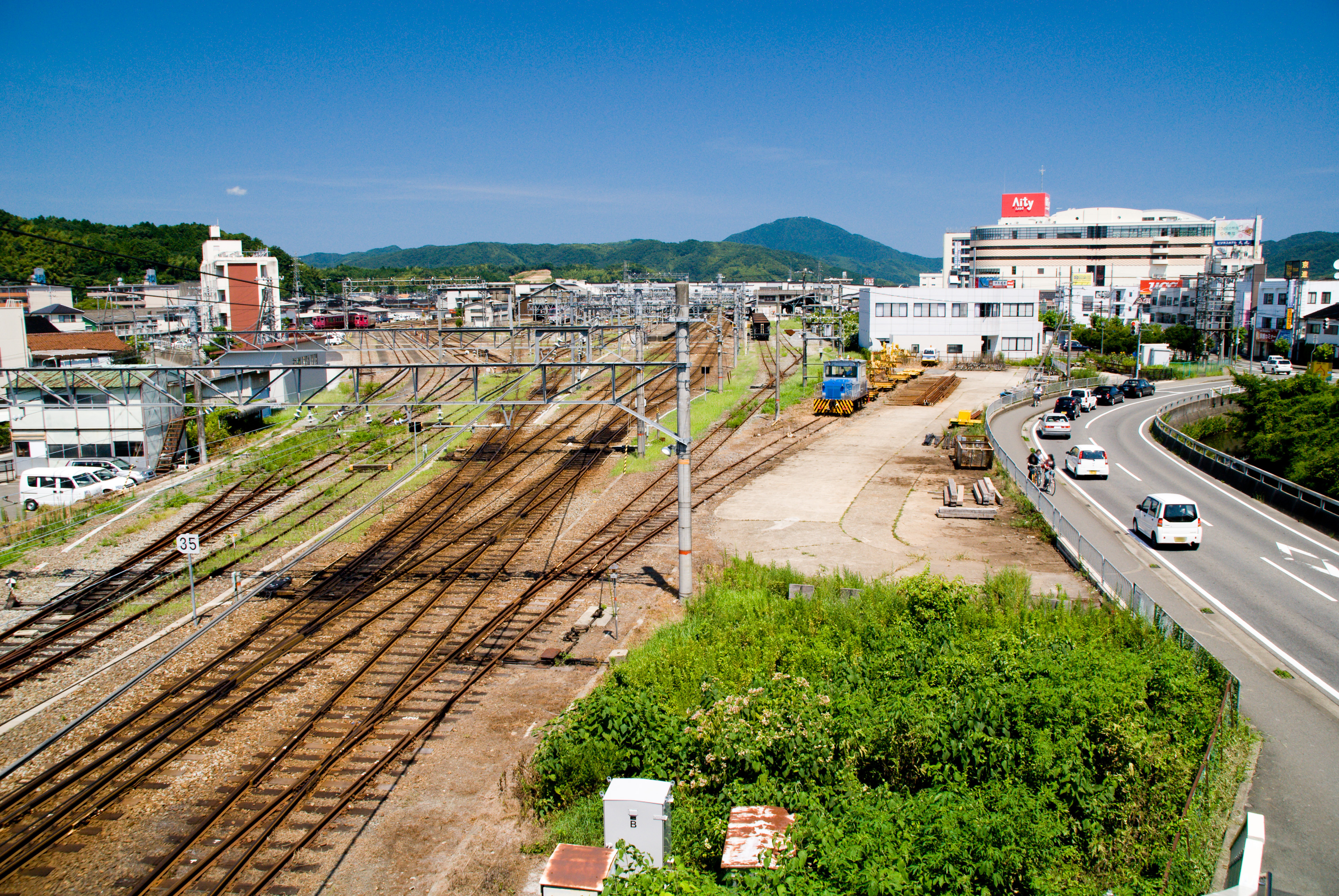
JR西日本豊岡駅・福知山電車区豊岡支所

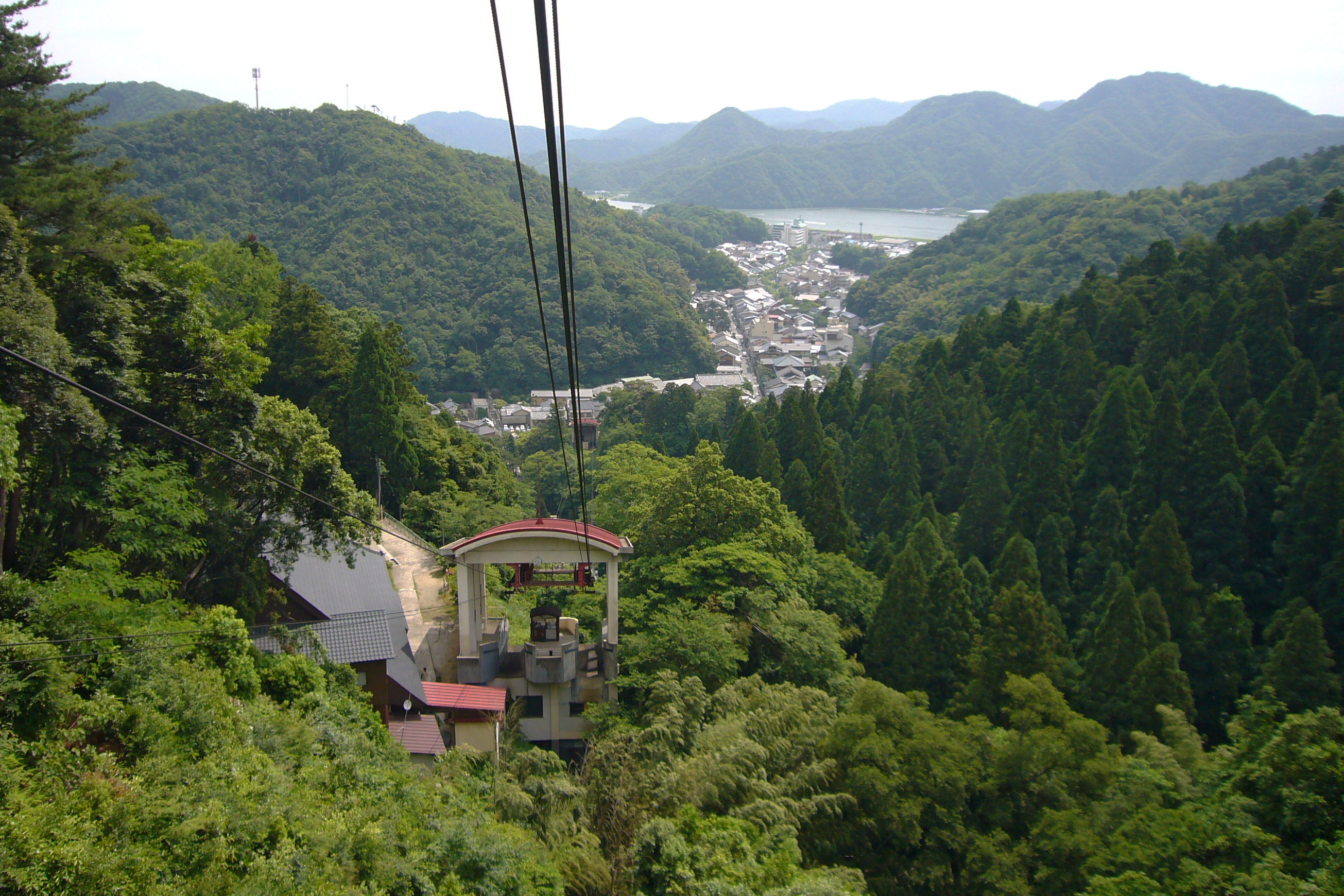
城崎ロープウェイ

### 鉄道
市の代表駅として中心的な役割を担っているのは、豊岡駅（西日本旅客鉄道山陰本線・京都丹後鉄道宮豊線）である。
- 西日本旅客鉄道   山陰本線：江原駅 - 国府駅 - 豊岡駅 - 玄武洞駅 - 城崎温泉駅 - 竹野駅
- 京都丹後鉄道宮豊線：豊岡駅 - コウノトリの郷駅
- 城崎ロープウェイ：城崎温泉駅 - 温泉寺駅 - 大師山上駅

### バス
- 全但バス
- 豊岡市営バス（イナカー）
- 市街地循環バス「コバス」
- チクタク - 2011年よりイナカー廃止地域で運行されている乗合タクシー。会員登録した地域住民以外は利用不可。

### 道路
- E72 国道483号（北近畿豊岡自動車道）
- 国道312号
- 国道426号
- 国道178号
- 国道482号
- 兵庫県道3号豊岡瀬戸線
- 兵庫県道9号豊岡竹野線

### 空港
- 但馬飛行場：通称は但馬空港、愛称はコウノトリ但馬空港
  - 日本航空(JAL)[34]:大阪/伊丹(1日2往復)
- 航空灯台：但馬VORDME
- 航空管制：大阪FSC,但馬フライトサービス

## マスメディア

### CATV局
- eo光テレビ（ケーブルテレビ）

### 新聞社
- 神戸新聞社但馬総局、出石通信部
- 読売新聞大阪本社豊岡支局
- 朝日新聞社豊岡支局
- 毎日新聞社豊岡支局
- 産業経済新聞社豊岡支局
- 新日本海新聞社豊岡通信部

### ラジオ
- エフエムたじま（FM JUNGLE） 周波数76.4MHz コミュニティ放送
- Kiss FM KOBE城崎中継局 周波数87.9MHz
- ラジオ関西豊岡放送局 周波数1395kHz

### テレビ
- NHK神戸放送局豊岡支局
- サンテレビジョン但馬総局

## 名所・旧跡・観光スポット

### 城崎・港エリア

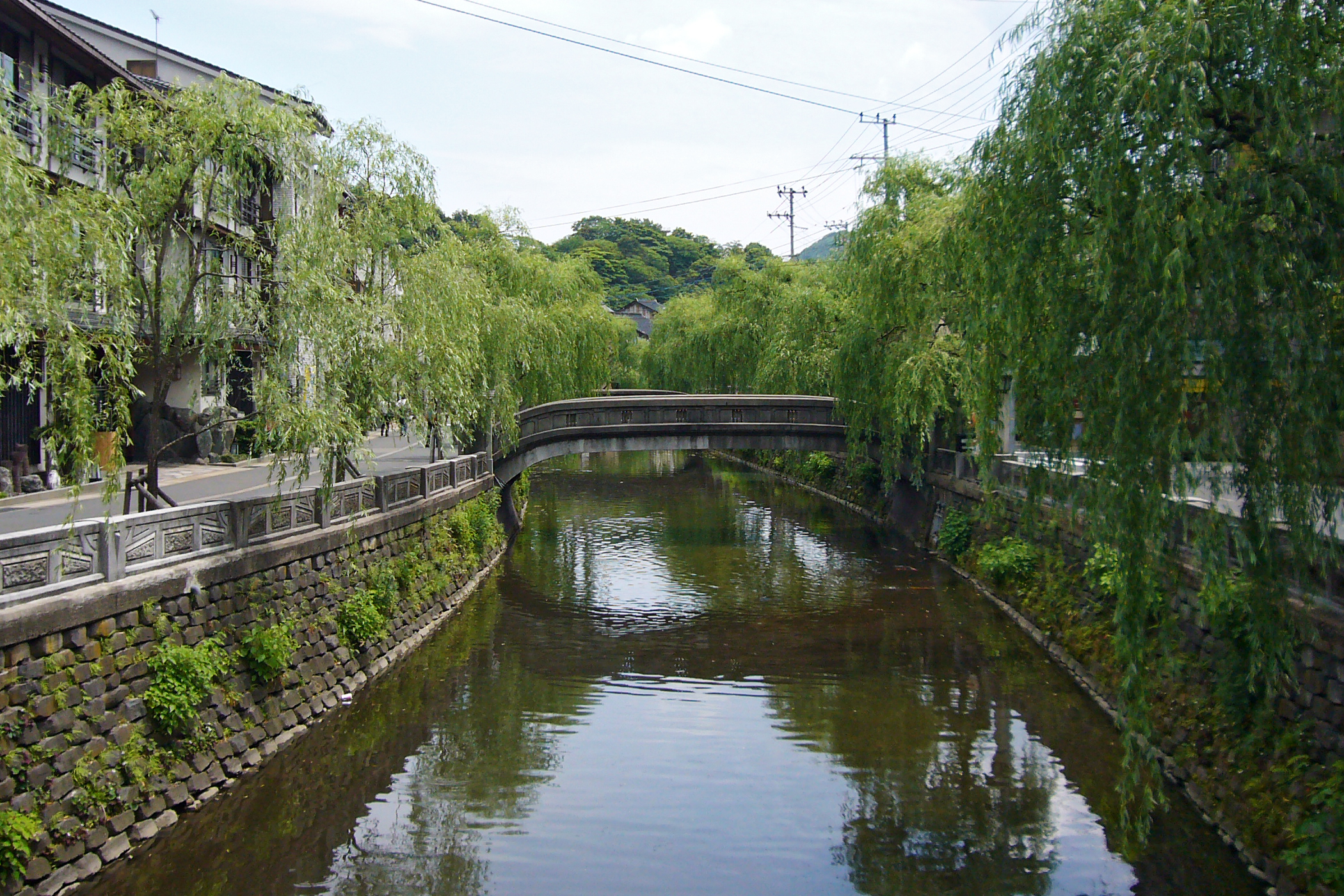
城崎温泉
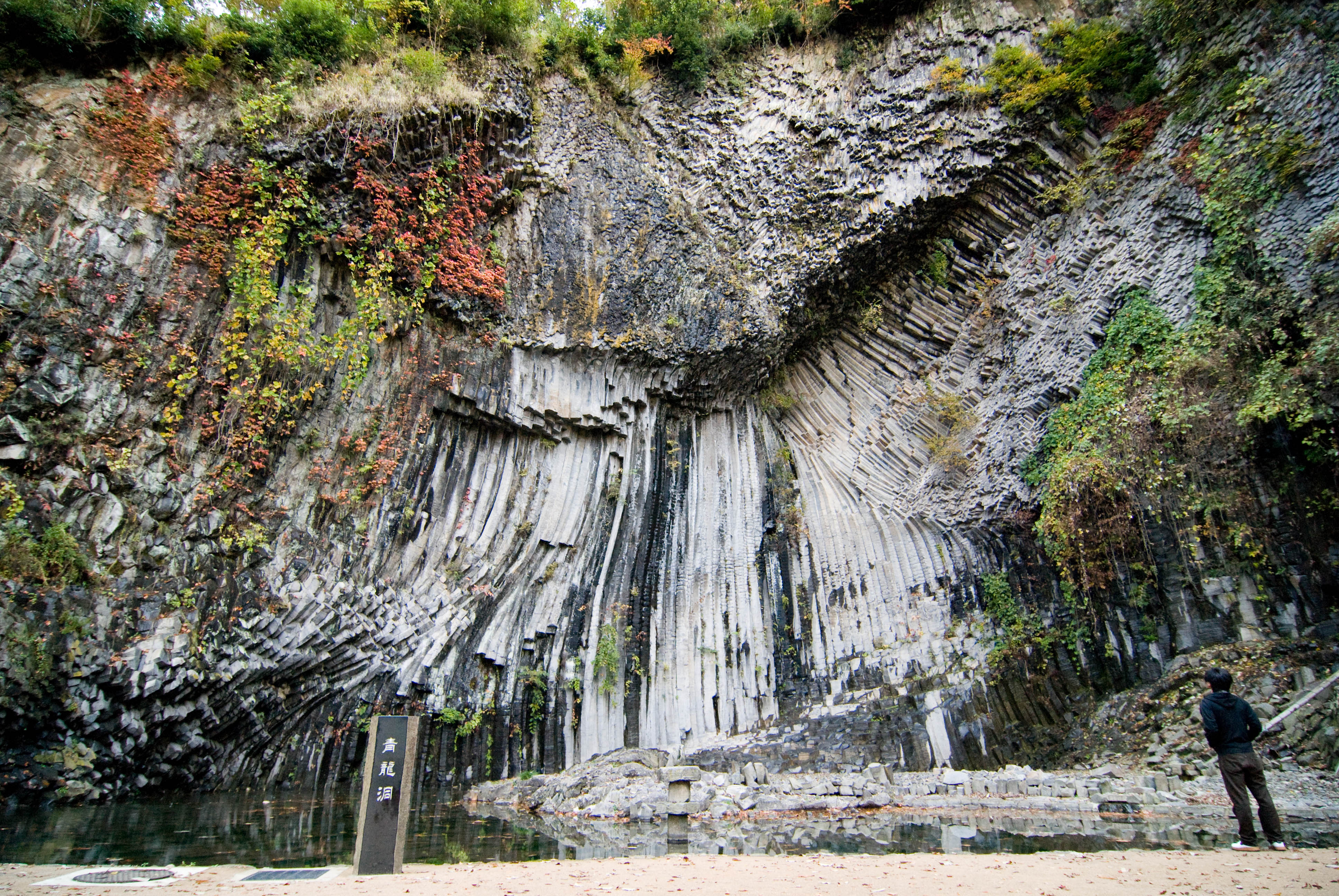
玄武洞
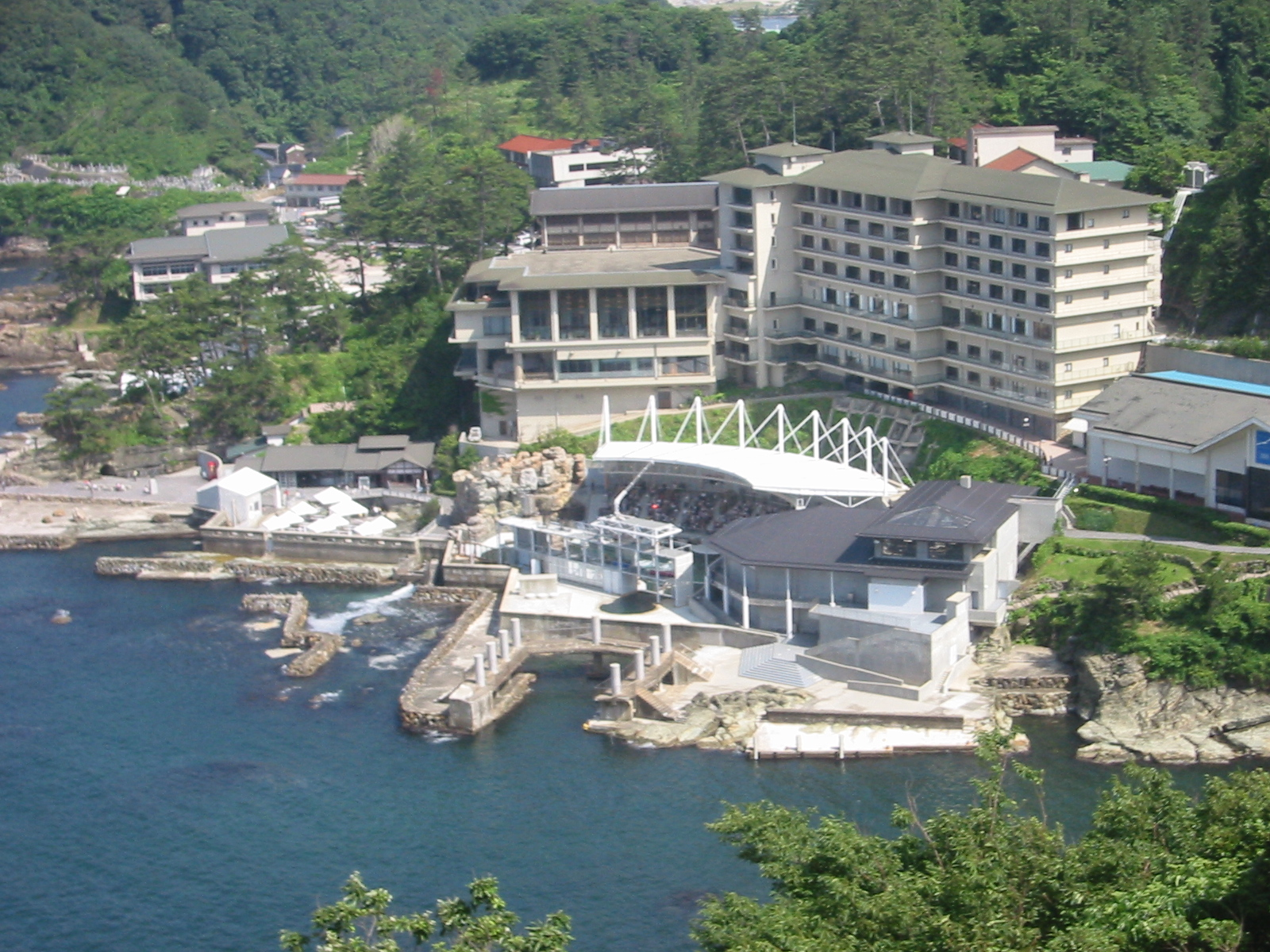
城崎マリンワールド
  - 温泉寺・城崎美術館
  - 城崎文芸館
  - 城崎麦わら細工伝承館
- 玄武洞・玄武洞ミュージアム
- 兵庫県立円山川公苑・円山川公苑美術館
- 気比の浜海水浴場・キャンプ場
- 日和山海岸
  - 日和山温泉
  - 城崎マリンワールド

- 城崎温泉
- 玄武洞
- 城崎マリンワールド

### 竹野エリア

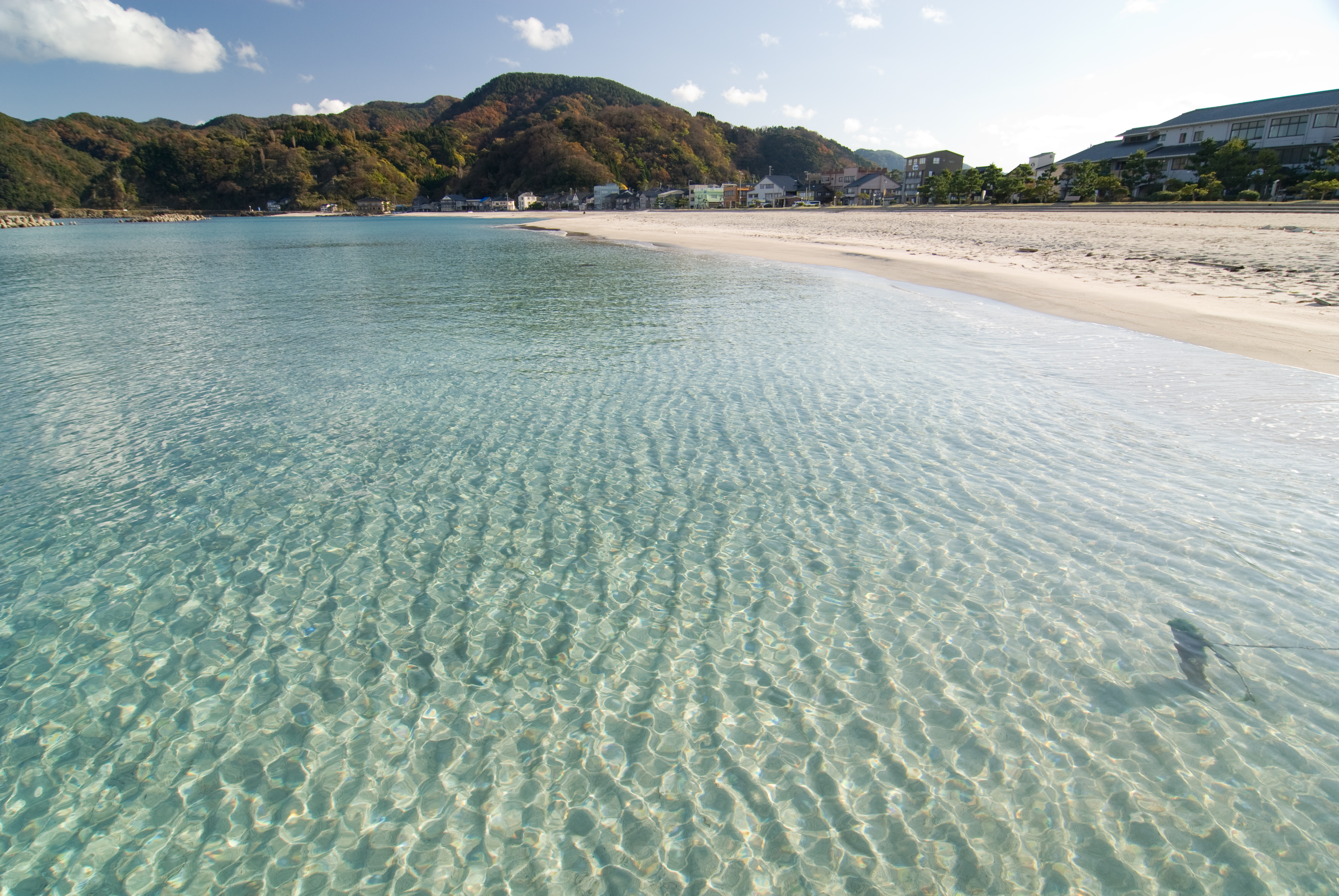
竹野浜
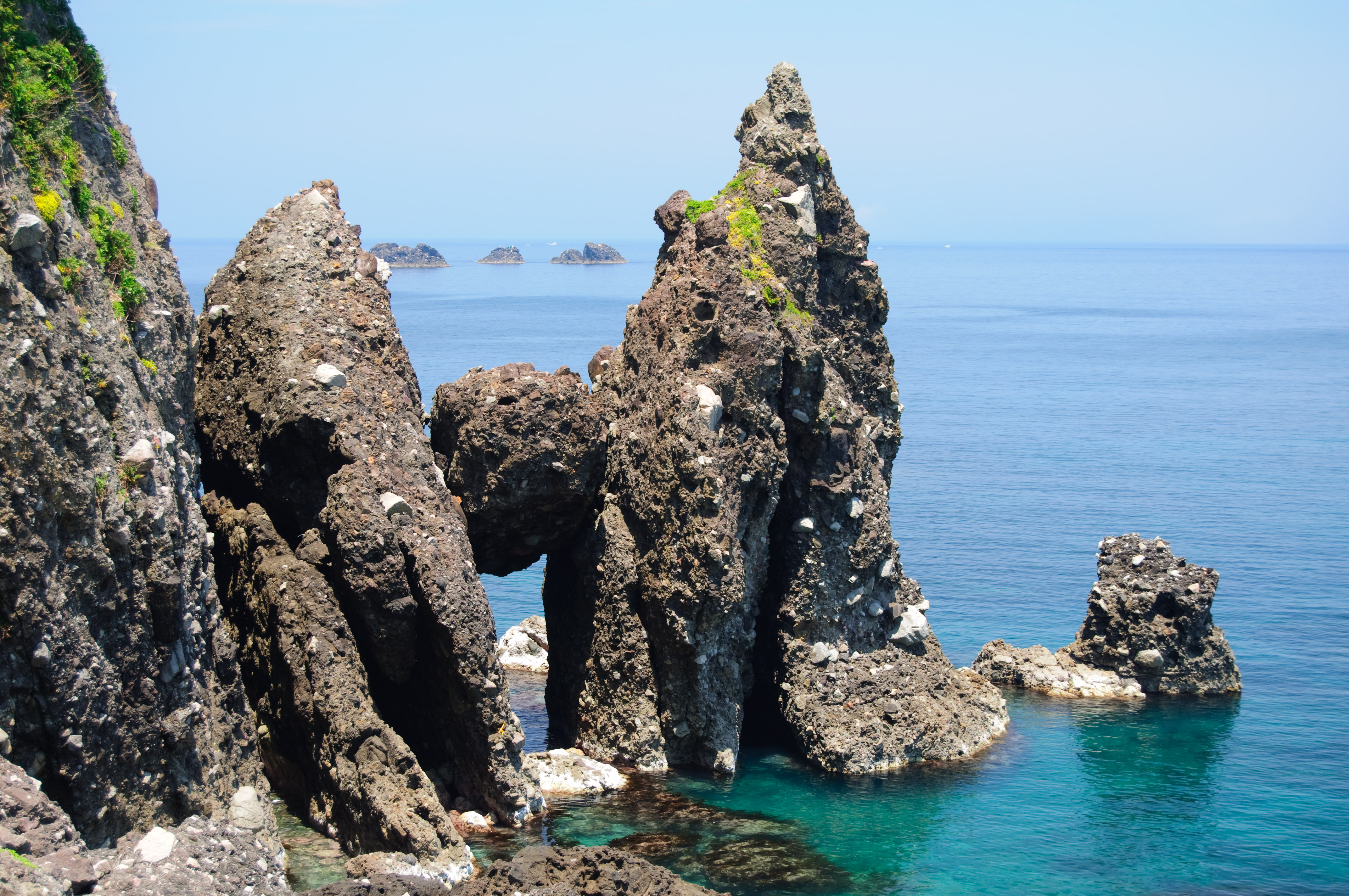
はさかり岩
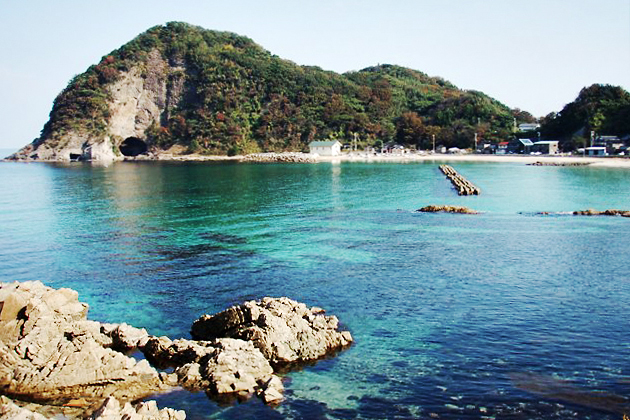
淀の洞門

- 竹野温泉
- 竹野海岸
  - 竹野浜 - 日本の渚百選
  - はさかり岩
  - 宇日流紋岩の流理
  - 淀の洞門
  - ジャジャ山公園
  - 猫崎半島・賀嶋公園
  - 北前館 - 北前船の資料館
  - 御用地館
- 住吉屋歴史資料館
- 仲田光成記念館
- 東大谷野外活動施設（たけのこ村）
- 桑野本の大イチョウ
- ヨゴレババ古墳群

- 竹野浜
- はさかり岩
- 淀の洞門

### 出石エリア
- 出石伝統的建造物群保存地区
  - 辰鼓楼 - 日本で2番目に古い時計塔
  - 有子山城跡
  - 出石城跡
    - 有子山稲荷神社・感応殿

  - 諸杉神社 - 式内社
  - 出石家老屋敷 - 仙石左京の屋敷跡
  - 出石史料館
  - 宗鏡寺
  - 明治館 - 明治時代初期築の旧出石郡役所
  - 伊藤清永美術館
  - 出石温泉館乙女の湯
  - 入佐山公園
  - 石部神社 - 但馬国皇太神宮
  - 永楽館
- 武家長屋資料館
- 出石神社 - 但馬国一ノ宮、国幣中社、式内社（名神大）
- 出石古代学習館
- 此隅山城跡
- 総持寺
- 出石温泉館「乙女の湯」
- ひぼこホール（2019年度解体）
- 静思堂 - 政治家斎藤隆夫の記念館

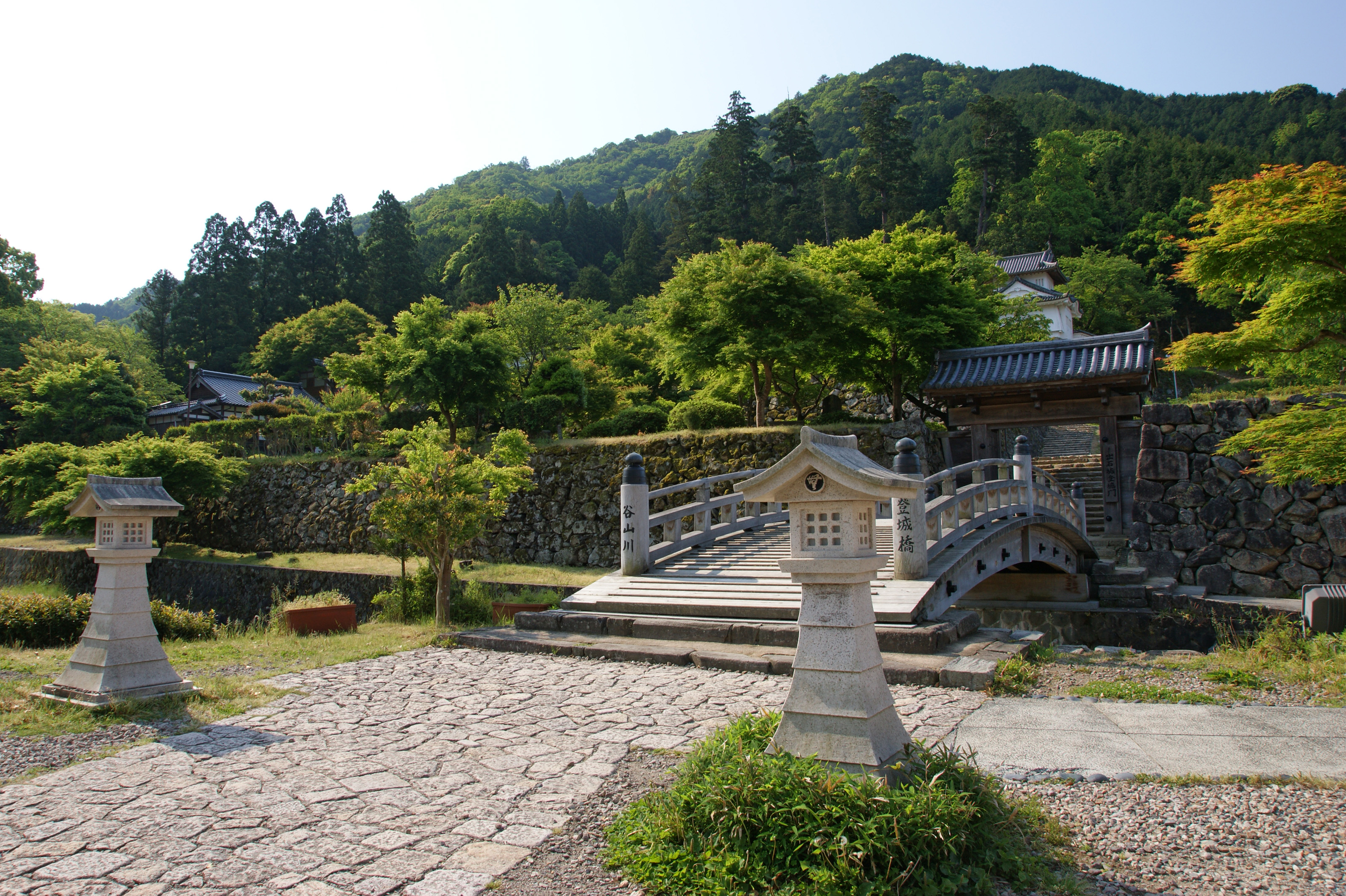
出石城
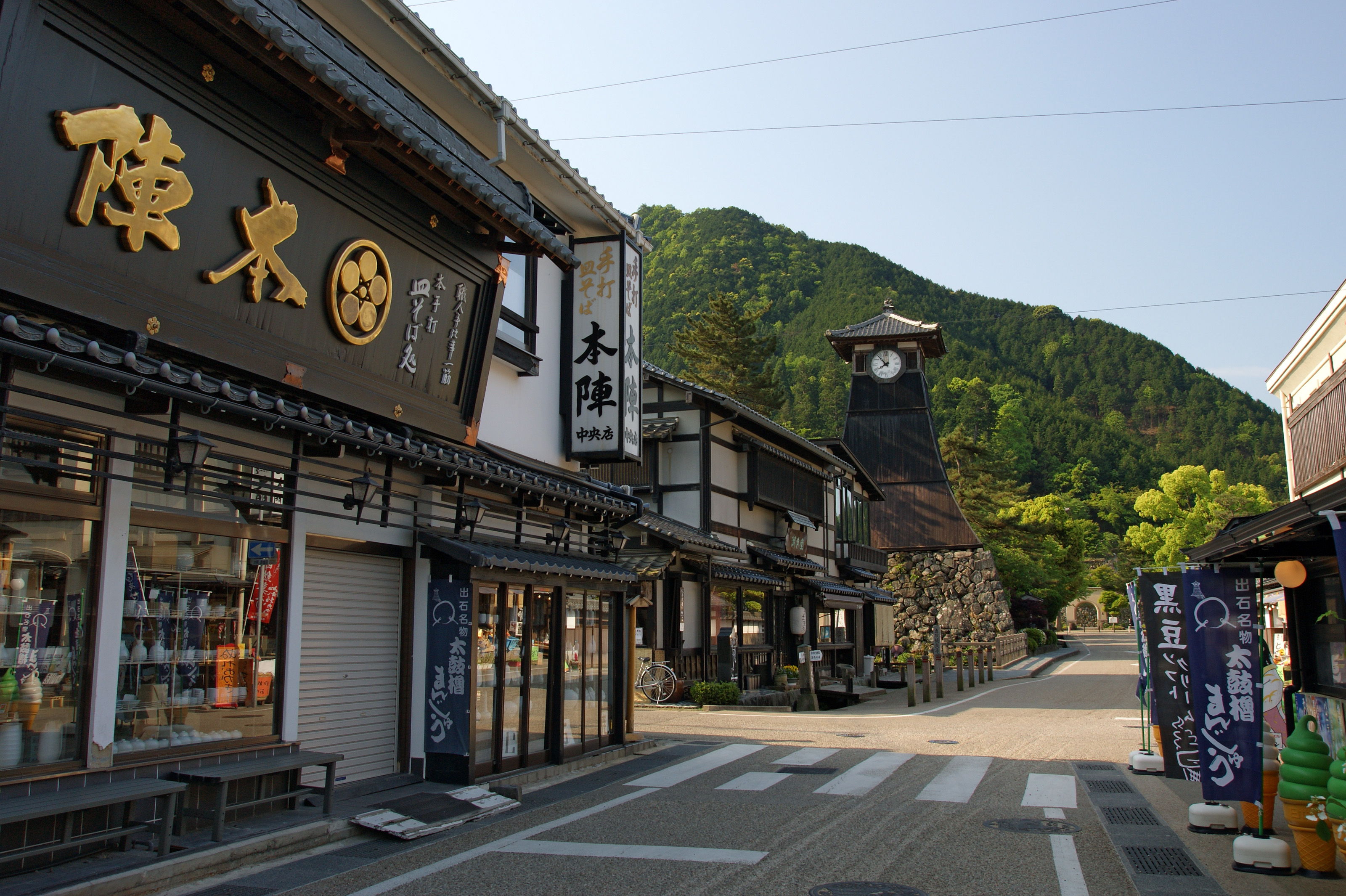
出石伝建地区
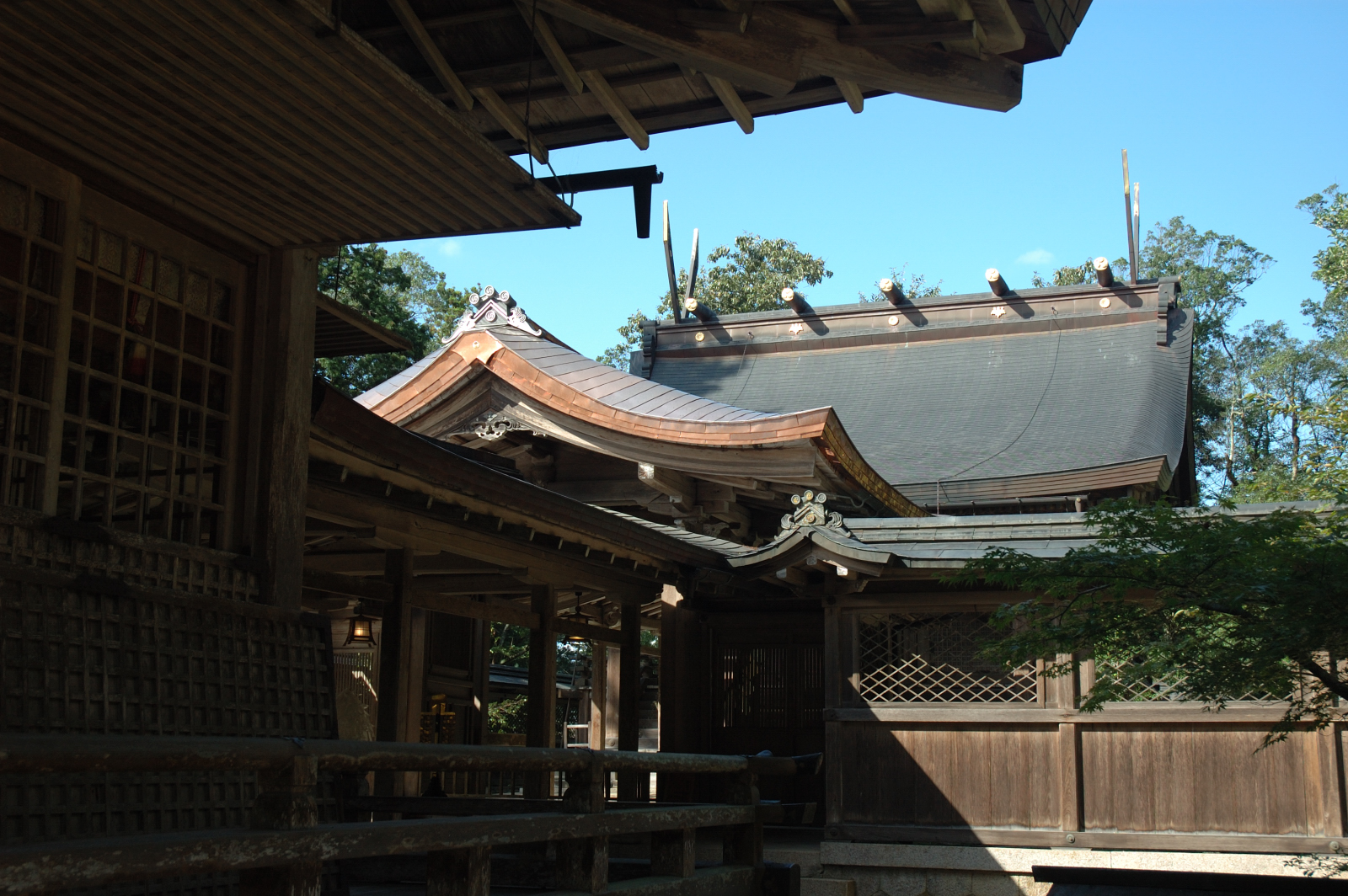
出石神社

### 神鍋高原・江原エリア
- 神鍋高原・神鍋山・神鍋渓谷
- 神鍋溶岩流 - 世界第2位の長さの溶岩渓谷
  - 俵滝、八反滝、まぼ渓谷、瓢箪淵、釜淵、二段滝、溶岩瘤（県指定天然記念物）、畳滝、十戸滝
- 神鍋温泉
- 植村直己冒険館・植村直己記念スポーツ公園
- 兵庫県立但馬ドーム
- 阿瀬渓谷
- 但馬国府・国分寺館

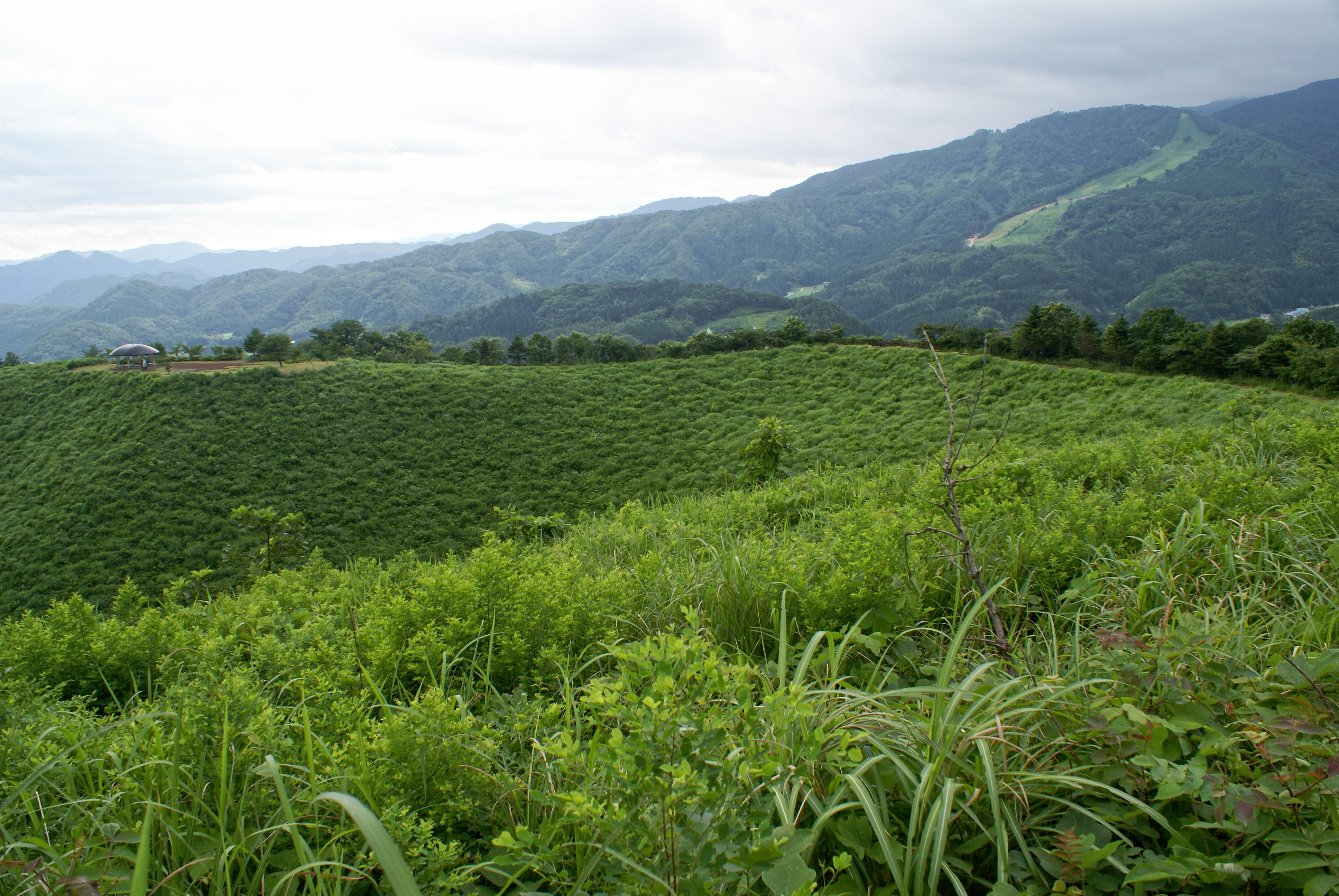
神鍋山
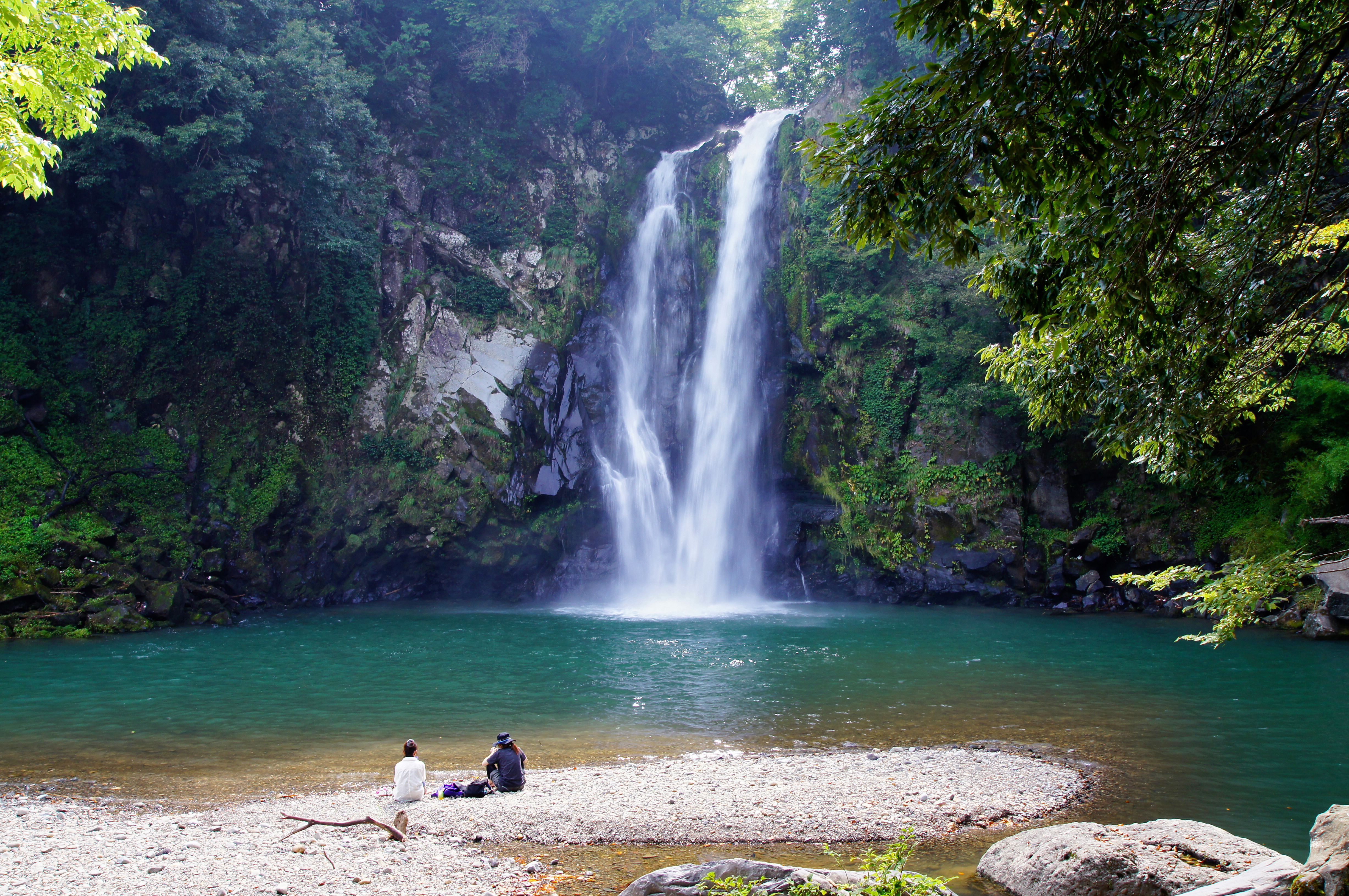
八反滝
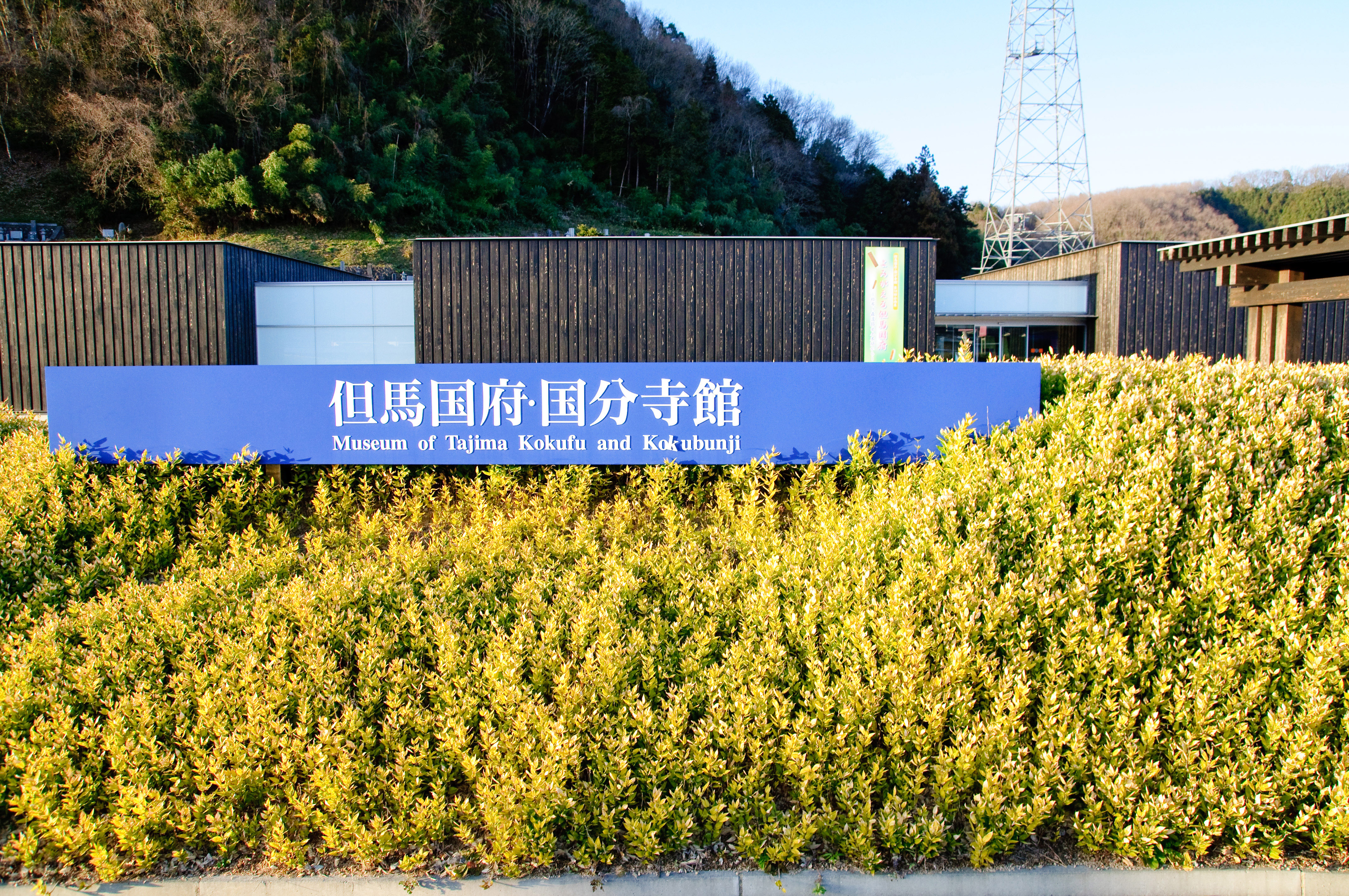
但馬国府・国分寺館

### 豊岡城跡・豊岡駅周辺エリア
- 豊岡城跡（神武山公園）
- 豊岡陣屋跡（現豊岡市立図書館）・旧豊岡県庁正門・井戸跡
- 豊岡高校達徳会館 - 1888年（明治21年）建築の西洋館
- 豊岡消防会館 - 木造西洋館
- 旧山陰合同銀行（合銀 ごうぎん）豊岡支店 - 1935年（昭和10年）築、渡辺節設計、国の登録有形文化財（現豊岡市役所南庁舎別館）
- 兵庫県立コウノトリの郷公園
  - 豊岡市立コウノトリ文化館
- 畑上の大トチノキ（樹齢500年、国の天然記念物）
- 豊岡市民会館
- 山王公園

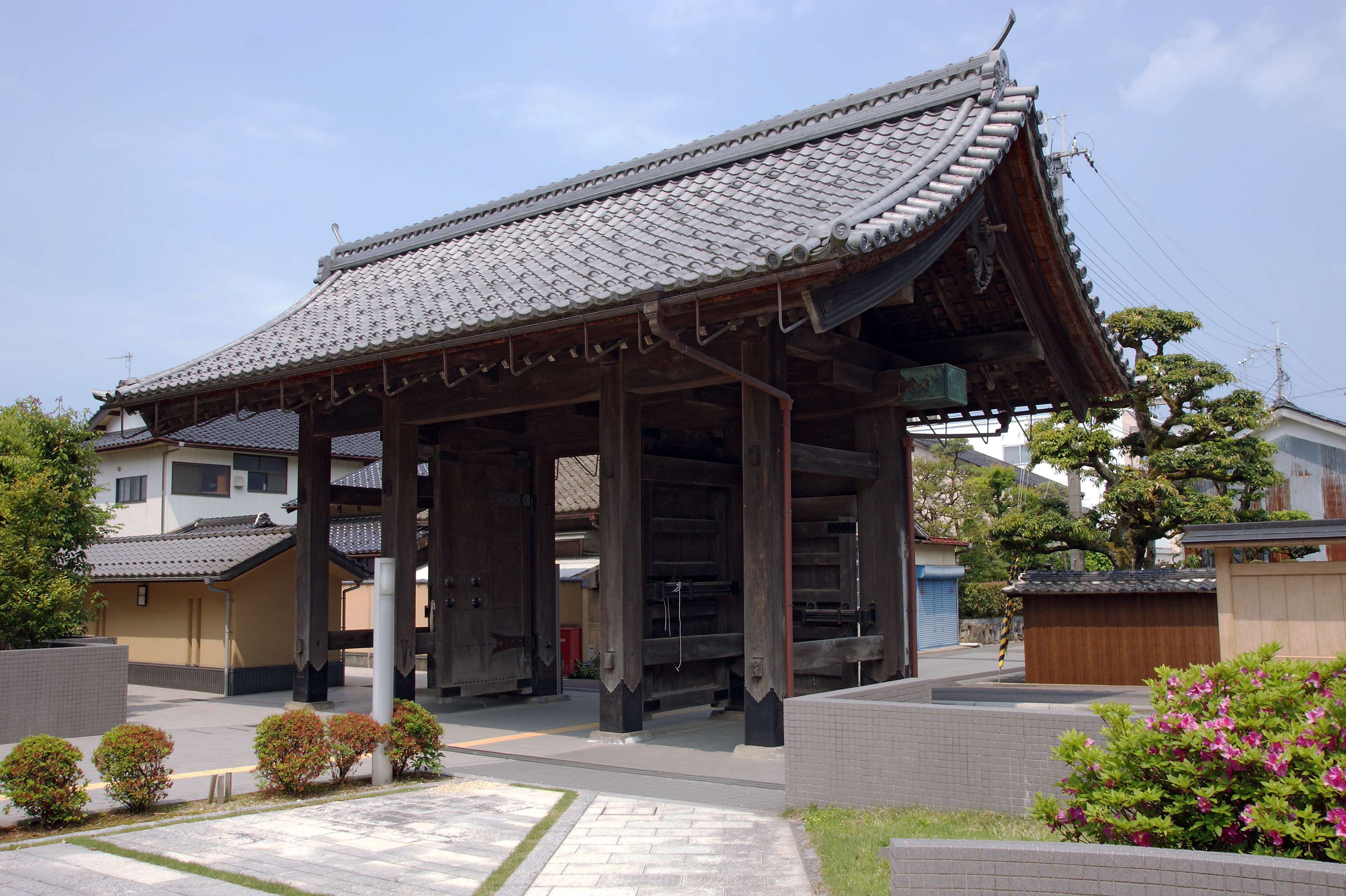
豊岡陣屋跡

### 但東エリア
- シルク温泉
- 東井義雄記念館

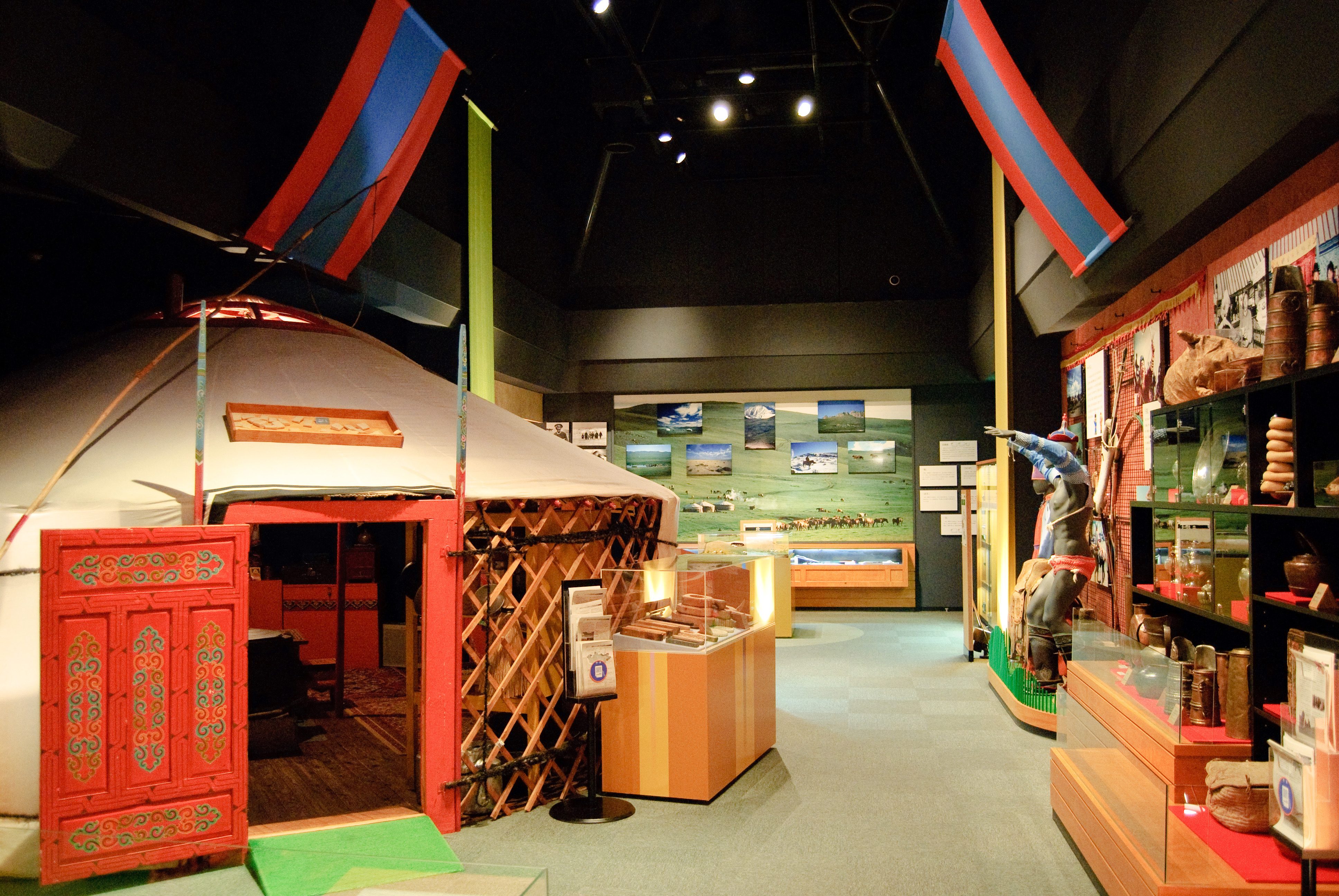
日本・モンゴル民族博物館
- 亀ヶ城跡
- 安国寺
- 大生部兵主神社
- 日出神社
- たんたん温泉
- 大兵庫開拓団殉難の碑
- 但熊（卵かけご飯専門店）

- 日本・モンゴル民族博物館

### その他エリア
- 旧大岡寺庭園 -  国の名勝
- 久久比神社 - コウノトリゆかりの神社。室町時代建立の本殿は国の重要文化財
- 酒垂神社 - 室町時代再建の本殿は国の重要文化財
- 中嶋神社 - 菓子の神「田道間守命」を祀る珍しい神社。室町時代再建の本殿は二間社流造で国の重要文化財
- 東楽寺 - 鎌倉時代創建、四天王像は国の重要文化財
- 金刀比羅神社 - 境内には、近畿最大級の大木で、兵庫県指定郷土記念物、豊岡市指定天然記念物の名木「こぶし」が自生。
- 神美台スポーツ公園

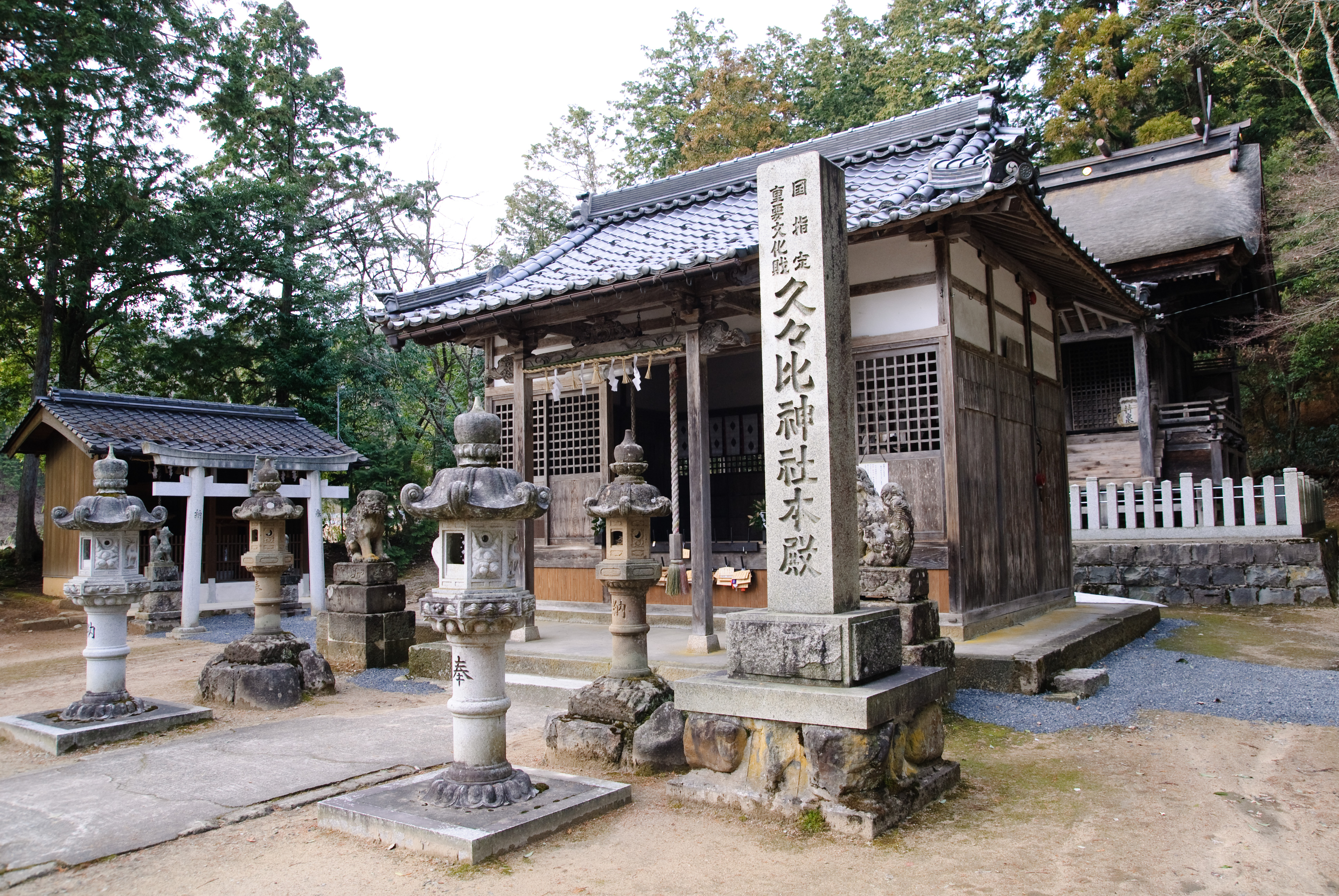
久久比神社
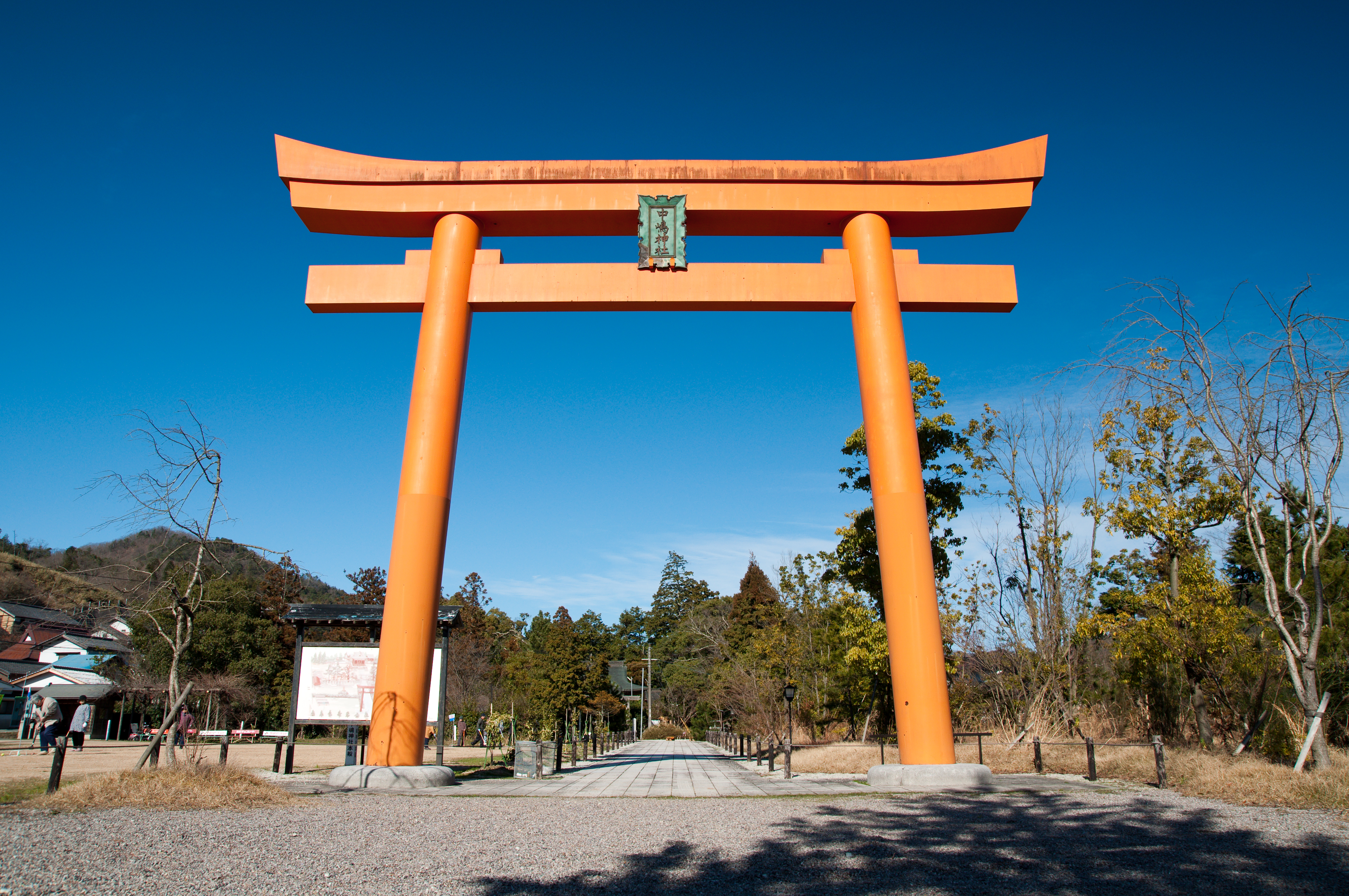
中嶋神社

## 文化・名産品

### 祭事・催事
- 神鍋冬まつり（2月上旬）
- 松岡の御柱祭（4月14日）
- たんとうチューリップまつり（4月中旬～下旬）
- 中嶋神社例祭(菓子祭)(4月第3日曜日)
- 城崎温泉祭（4月23日 - 24日）
- 北前祭（5月3日）
- 城崎YOSAKOI祭り（6月上旬）
- 城崎ゆかた祭り
- 豊岡気比・港まつり（7月中旬）
- 城崎温泉夏物語（7月中旬 - 8月下旬）
- 日高夏まつり（7月23日 - 24日）
- たけの海上花火大会（7月30日)
- 豊岡柳まつり（8月1日 - 2日）
- 神鍋火山まつり（8月上旬）
- 城崎ふるさと祭り（ゆかたの日）（8月上旬）
- たんとうひまわりまつり（8月上旬）
- 城崎温泉灯籠流し（8月下旬）
- 城崎だんじり祭り（10月14日 - 15日）
- 大石りくまつり（10月下旬）
- 出石磁器トリエンナーレ
- 出石初午大祭

### 名産品
| - 豊岡鞄 - 豊岡杞柳細工 - 出石そば - 出石焼 - 但馬ちりめん（出石ちりめん） - 麦わら細工（城崎温泉） | - 木製ハンガー - 松葉ガニ（ズワイガニ） - 但馬牛 - 城崎地ビール - だんじり太鼓（城崎温泉） |

#### アンテナショップ

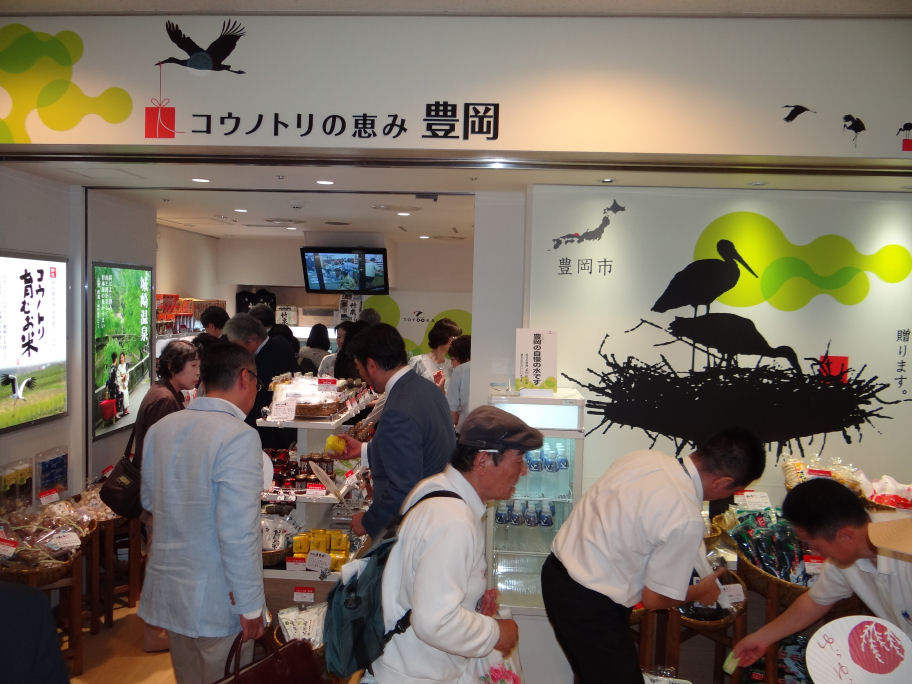
コウノトリの恵み 豊岡

- 2011年（平成23年）7月8日に、東京都千代田区有楽町の交通会館1階にアンテナショップ「コウノトリの恵み　豊岡｣がオープン。「コウノトリ育むお米」や但馬牛関連商品など、豊岡の名産品を販売している。

### スポーツチーム
- NOMOベースボールクラブ - 豊岡市を本拠地とする社会人野球のクラブチーム。創設者は野茂英雄。

## 著名な出身者
- 山名宗全（室町時代の武将）
- 香林院（大石良雄（内蔵助）の妻、りく）
- 沢庵宗彭（禅僧・旧出石町）
- 太田垣士郎（実業家・旧城崎町）
- 沖村孝（神戸大学名誉教授、元日本地形学連合会長）
- 堀田瑞松（彫刻家）
- 川崎尚之助（蘭学者・旧出石町）
- 桜井勉（校補但馬考著者・気象測候所創始者・旧出石町）
- 巌本善治（明治女学校創立者・旧出石町）
- 沖野忠雄（治水港湾の始祖・土木学会会長・内務省技師）
- 斎藤隆夫（政治家・旧出石町）
- 齋藤富雄（兵庫県副知事）
- 久保田譲（広島大学初代校長、第18代文部大臣）
- 吉村寅太郎（東北大学初代校長）
- 京極杞陽（俳人・京極豊岡藩13代目当主）
- 京極高晴（靖国神社第十代宮司・京極豊岡藩15代目当主）
- 東井義雄（教育者、日本のペスタロッチ・旧但東町）
- 近藤朔風（訳詞家・旧出石町）
- 北條秀一（竹僑の人・旧竹野町）
- 加藤弘之（東京大学初代綜理・旧出石町）
- 河本重次郎（医学博士日本近代眼科の父）
- 中江種造（鉱山王・山林王）
- 濱尾新（東京大学総長・東京美術学校初代校長・枢密院議長・文部大臣）
- 上阪徹（著作家、ブックライター、日本文藝家協会会員）
- 木下保（声楽家）
- 古島一雄（政治家）
- 赤木正雄（農学博士・政治家）
- 島田洋之介（漫才師・旧出石町）
- 伊藤清永（洋画家・旧出石町名誉町民）
- 藤井重夫（作家）  「佳人」で芥川賞候補。「虹」で直木賞受賞
- 植村直己（冒険家・旧日高町）
- 伊藤一葉（手品師・旧竹野町）
- 瀬尾一三（音楽プロデューサー・旧出石町）
- 甲斐中辰夫（最高裁判所判事・元東京高等検察庁検事長）
- 紀氏隆秀（元プロサッカー選手・ヴィッセル神戸）
- 大友工（元プロ野球選手・読売ジャイアンツ・旧出石町）
- 能見篤史（元プロ野球選手・阪神タイガース・オリックス・バファローズ・旧出石町）
- 井上香織（ロンドン五輪バレーボール女子日本代表）
- 水岡俊一（参議院議員・旧竹野町生まれ、豊岡市育ち）
- 今井雅之（俳優・旧日高町）
- 愛原司（漫画家）
- ユリオカ超特Q（漫談家・旧日高町）
- ミラクルひかる（ものまねタレント）
- 平井まさあき（お笑い芸人・男性ブランコ）
- 橋本小雪（お笑い芸人・日本エレキテル連合）
- 橋本広美（フリーアナウンサー）
- 岸本重陳（経済学者・横浜国立大学経済学部長）
- 保田茂（農学者・神戸大学名誉教授）
- 与田仁志（医学博士・東邦大学医学部医学科教授・旧竹野町）
- 南博方（行政法学者・一橋大学名誉教授・元成城大学学長）
- 笹井芳樹（発生学者、医学者・京都大学再生医科学研究所教授、理化学研究所発生・再生科学総合研究センター副センター長）
- 由利佳一郎（バッグデザイナー）
- 山口めろん（タレント・元怪傑!トロピカル丸メンバー）
- 山田哲人（プロ野球選手・東京ヤクルトスワローズ）
- 小田垣邦道（実業家・本田技術研究所取締役副社長）
- 小西杏奈（競泳選手）
- 垣谷美雨（小説家・旧出石町）[35]

## ゆかりのある人物
- ひうらさとる（漫画家） - 2011年から豊岡市に在住
- 峯村純一（俳優） - 2018年から豊岡市に在住
- 河合美智子（女優、歌手） - 2018年から豊岡市に在住
- 平田オリザ（劇作家、演出家、劇団「青年団」主宰） - 2019年から豊岡市に在住